# Интрамурос
Интрамурос (от лат. и исп. Intramuros «внутри стен») — историческая обнесенная стеной территория площадью 0,67 квадратных километра в городе Манила, столице Филиппин.
Современный Интрамурос представляет собой многовековой исторический район, полностью окруженный укреплениями, который во времена Испанской империи считался всеми собственно городом Манила. Другие города и аррабали (пригороды), расположенные за стенами, которые сейчас являются районами Манилы, назывались экстрамурос, что на латыни означает «за стенами», и были независимыми городами, которые были включены в состав города Манила только в начале XX века. Интрамурос служил резиденцией правительства генерал-капитанства Филиппин, составной части Испанской империи, где проживал генерал-губернатор колонии с момента ее основания в 1571 году до 1865 года, а также Королевская аудиенсия Манилы до конца испанского правления во время Филиппинской революции 1898 года.
Город-крепость также считался религиозным и образовательным центром Испанской Ост-Индии. Первоначальные кампусы Университета Санто-Томас, старейшего университета в Азии, и Атенео-де-Манила находились в Интрамуросе до переноса в 1927 и 1932 годах соответственно; сегодня в районе всё еще остаются основные кампусы Университета города Манилы, колледжа Сан-Хуан-де-Летран, Университета Мапуа, Филиппинских Морских учебных колледжей, колледжа Санта-Роса и Манильской средней школы. Интрамурос был также экономическим центром: его порт на территории нынешней площади Мехико.был азиатским центром торговли галеонами в Маниле, перевозившими товары в Акапулько и обратно.
Строительство испанского города-крепости началось по приказу испанского имперского правительства в конце XVI века для защиты города от иностранных вторжений, заменив старое доиспанское поселение Майнила на берегу Манильского залива у входа в реку Пасиг. Рядом с устьем реки Пасиг находится форт Сантьяго, который вместе с рядом бастионов и ворот укрепил город от неоднократных вторжений. В начале XX века под управлением американских колониальных властей началось создание намывных территорий и строительство Южного порта Манилы, впоследствии береговая линия сместилась на запад и скрыла стены и форт от залива, а ров, окружающий укрепления, был осушён и превращен в поле для гольфа.
Битва при Маниле в 1945 году полностью уничтожила Интрамурос. Когда оккупационная японская императорская армия дала последний отпор победоносным усилиям солдат союзников и филиппинских партизан, тяжелые артиллерийские обстрелы разрушили её восемь церквей, стены, университеты, дома и правительственные здания, построенные на протяжении веков в испанской колониальной архитектуре, только церковь Сан-Агустин, старейшая действующая церковь на Филиппинах, сохранилась нетронутой и позже была внесена в список Всемирного наследия ЮНЕСКО. Хотя усилия по восстановлению начались сразу после войны, многие из его первоначальных достопримечательностей до сих пор утеряны, под управлением администрации Интрамурос всё еще находится в процессе послевоенной реконструкции и возрождения своего культурного наследия.
Интрамурос, включая форт Сантьяго, был признан национальным историческим памятником в 1951 году. Укрепления Интрамурос под названием «Укрепления Манилы» были объявлены Национальным музеем Филиппин национальными культурными сокровищами из-за их исторического и культурного значения. Церковь Сан-Агустин, один из четырех объектов Всемирного наследия ЮНЕСКО в разделе Барочные церкви Филиппин, расположена в Интрамуросе. Штаб-квартиры нескольких филиппинских государственных учреждений находятся в Интрамуросе: Департамент финансов расположен в Аюнтамьенто, старом муниципальном зале Манилы, а Избирательная Комиссия размещается в здании на Пласа Рома на месте старого губернаторского дворца. Несколько учреждений католической церкви, включая Архиепископство Манилы и Конференцию католических епископов Филиппин, также находятся в Манильском соборе или рядом с ним.

## История

### Доиспанский период
Стратегическое расположение Манилы вдоль залива и в устье реки Пасиг сделало ее идеальным местом для тагальских племен и королевств, чтобы торговать с Китаем, Индией, Борнео и Индонезией.
На территории современного форта Сантьяго находилось государство Майнила.

### Испанский колониальный период (1571—1898 гг.)

#### Испанское завоевание Манилы (1571—1762 гг.)

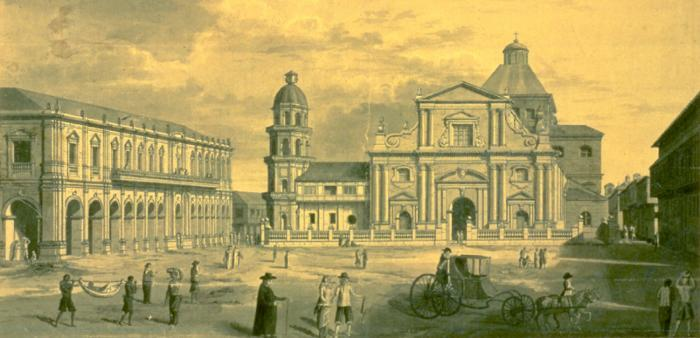
Гравюра площади Пласа-де-Рома в Маниле, сделанный Фернандо Брамбилой, участником экспедиции Маласпины, во время их остановки в Маниле в 1792 году.

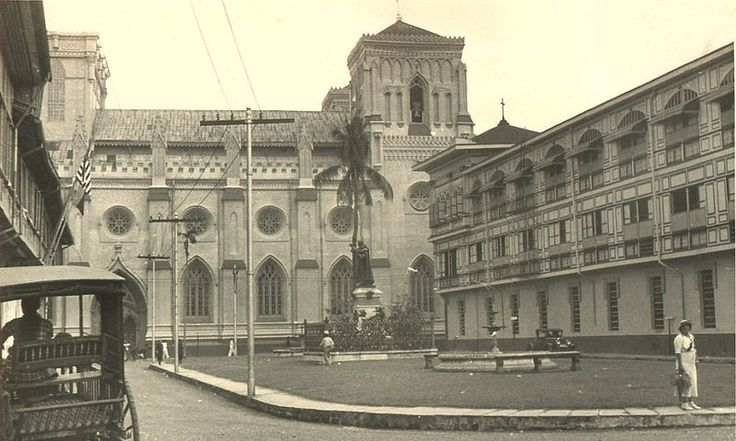
На площади Санто-Томас в период испанской колонизации были построены церковь Санто-Доминго, колледж Санта-Роза и первоначальный университет Санто-Томас.

В 1564 году испанские исследователи во главе с Мигелем Лопесом де Легаспи отплыли из Новой Испании (ныне Мексика) и 13 февраля 1565 года прибыли на остров Себу, основав первую испанскую колонию на Филиппинах. Услышав от туземцев о богатых ресурсах Манилы, Легаспи отправил двух своих лейтенантов-командиров, Мартина де Гоити и Хуана де Сальседо, исследовать остров Лусон. Испанцы прибыли на остров Лусон в 1570 году. После ссор и недоразумений между местными мусульманами и испанцами, последние стали бороться за контроль над землей и поселениями. После нескольких месяцев войны туземцы потерпели поражение, и испанцы заключили мирный договор с советами раджи Сулеймана III, Лакана Дулы и раджи Матанды, которые передали Манилу испанцам.
Легаспи объявил район Манилы новой столицей испанской колонии 24 июня 1571 года из-за его стратегического положения и богатых ресурсов. Он также провозгласил суверенитет испанской монархии над всем архипелагом. Король Испании Филипп II восхитился новым завоеванием, достигнутым Легаспи и его людьми, наградив город гербом и объявив его как: Ciudad Insigne y Siempre Leal («Выдающийся и всегда верный город»). Он был заселен и стал политическим, военным и религиозным центром Испанской империи в Азии.

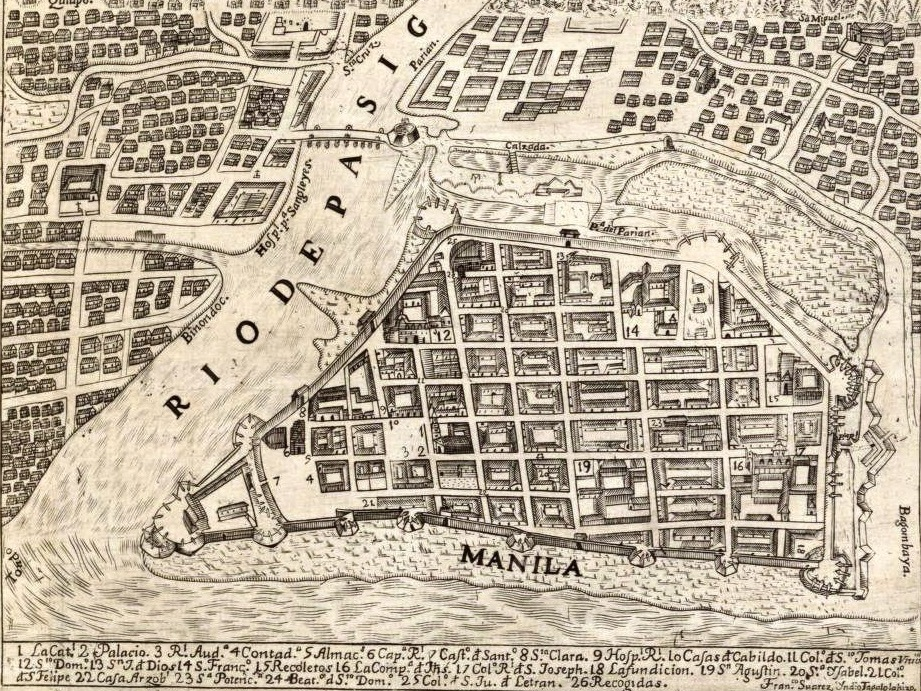
Карта Интрамуроса 1734 года из Carta Hydrographica y Chorographica de las Yslas Filipinas.

#### Строительство городских стен
Город находился в постоянной опасности природных и техногенных катастроф и, что еще хуже, нападений иноземных захватчиков. В 1574 году флот китайских пиратов во главе с Лимахонгом напал на город и разрушил его, прежде чем испанцы прогнали их. Оставшимся в живых пришлось заново отстраивать колонию. Эти нападения стали причиной строительства стены.

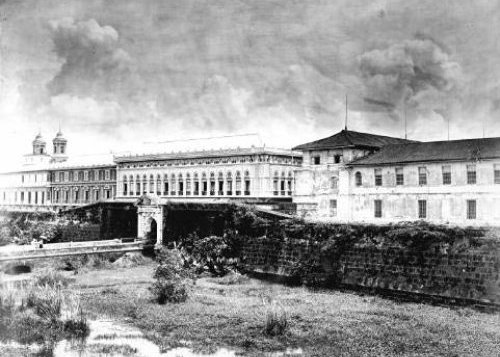
Пуэрта-де-Санта-Лусия в 1873 году.

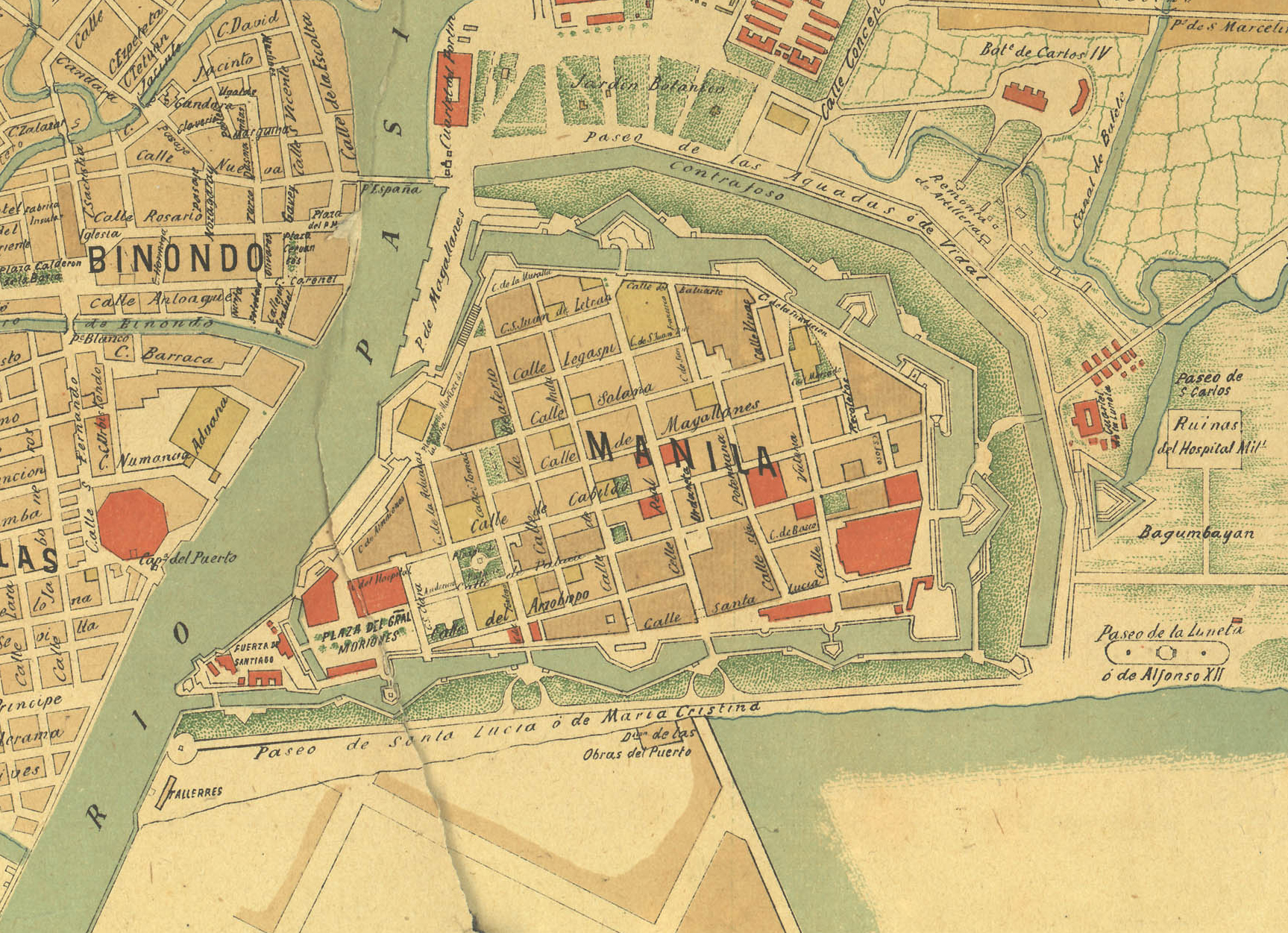
Карта Интрамуроса 1898 года

Каменный город появился во время правления генерал-губернатора Сантьяго де Вера. Город был спланирован и выполнен священником-иезуитом Антонио Седено в соответствии с Законами Индии и был одобрен Королевским указом короля Филиппа II, который был издан в Сан-Лоренсо-де-Эль-Эскориаль. Последующий генерал-губернатор Гомес Перес Дасмариньяс привез с собой из Испании королевские инструкции о проведении в жизнь упомянутого указа, в котором говорилось, что «обнести город камнем и воздвигнуть подходящую крепость на стыке моря и реки». Леонардо Итурриано, испанский военный инженер, специализирующийся на укреплениях, возглавил проект. Китайские и филиппинские рабочие построили стены.

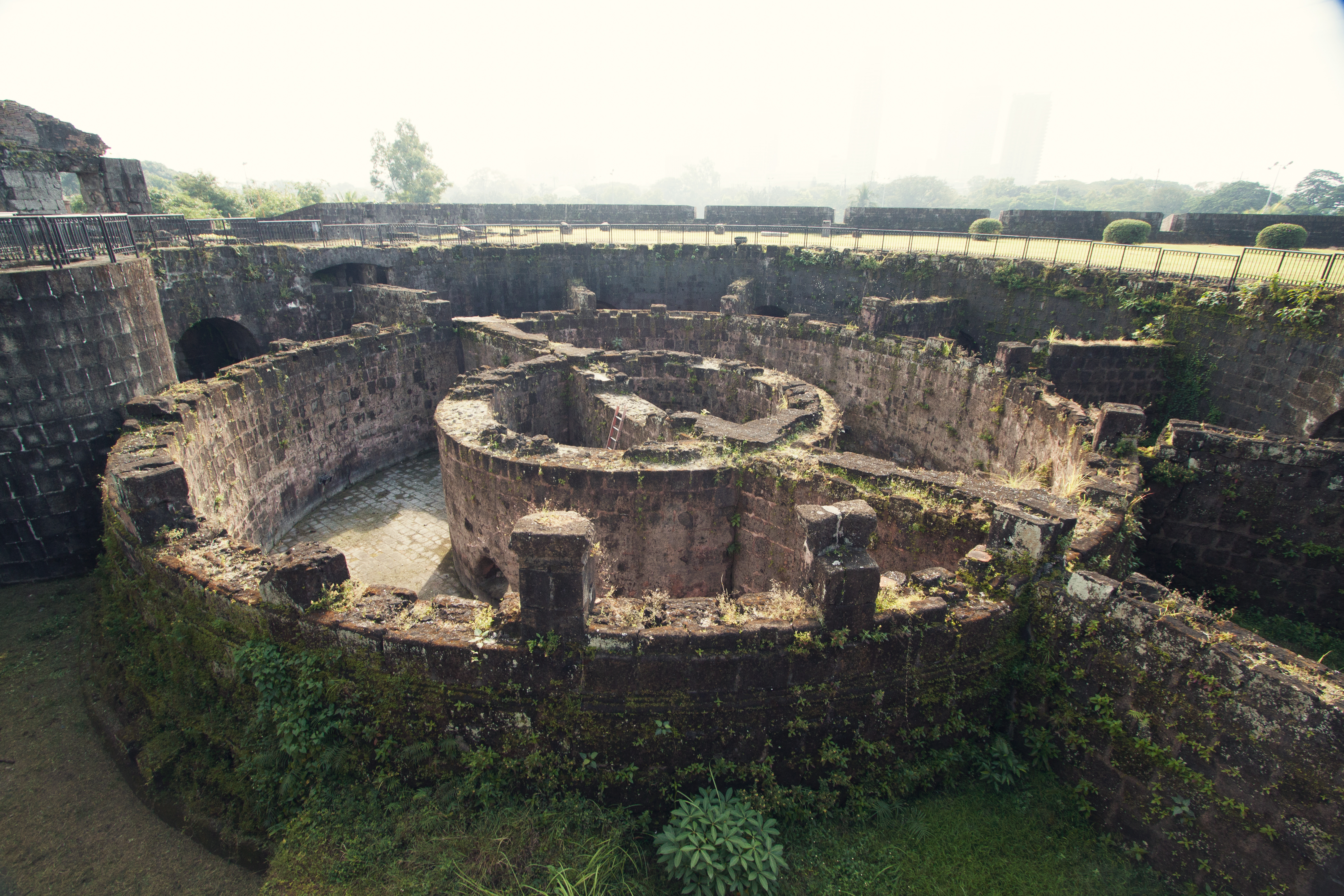
Бастион Сан-Диего

Форт Сантьяго был перестроен, и для защиты земли и моря на юго-западной стороне города был возведен круглый форт, известный как Нуэстра-Сеньора-де-Гия (исп. Nuestra Señora de Guia). Средства поступали от монополии на игральные карты и штрафов, наложенных на её чрезмерную игру. Китайские товары облагались налогом в течение двух лет. По проекту Херонимо Тонгко и Педро Хусепе строительство стен началось в 1590 году и продолжалось при многих генерал-губернаторах до 1872 года. К середине 1592 года Дасмаринас написал королю об удовлетворительном развитии новых стен и укреплений. Поскольку строительство велось в разные периоды и часто далеко друг от друга, стены не строились по какому-либо единому плану.

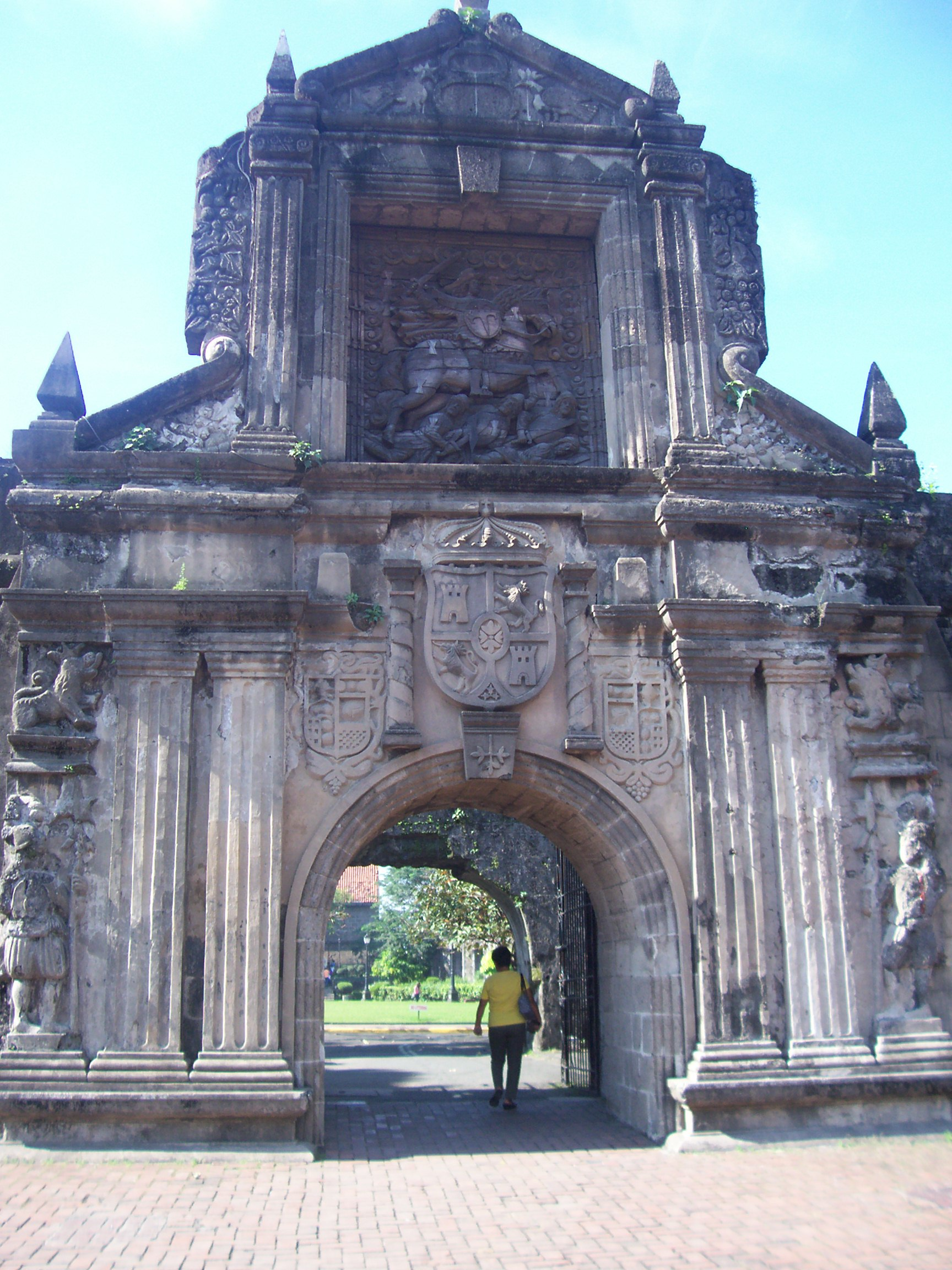
Главный вход в форт Сантьяго, Интрамурос

Улучшения продолжались и во время правления следующих генерал-губернаторов. Генерал-губернатор Хуан де Сильва выполнил определенные работы по укреплению укреплений в 1609 году, которые были улучшены Хуаном Ниньо де Табора в 1626 году и Диего Фахардо Чаконом в 1644 году. В том же году было завершено возведение Балуарте-де-Сан-Диего. Этот бастион, имеющий форму «пики», является самой южной точкой стены и первым из больших бастионов, пристроенных к окружающим стенам, тогда невысокой и законченной конструкции, на месте бывшего Nuestra Señora de Guia, самого первого каменного форта Манилы. Равелины и редуты были добавлены для укрепления слабых мест и служили внешней защитой. Вокруг города был построен ров, с одной стороны которого естественным барьером служила река Пасиг. К XVIII веку город был полностью огорожен. Последние строительные работы были завершены к началу XIX века.

#### Внутри колониального Интрамуроса

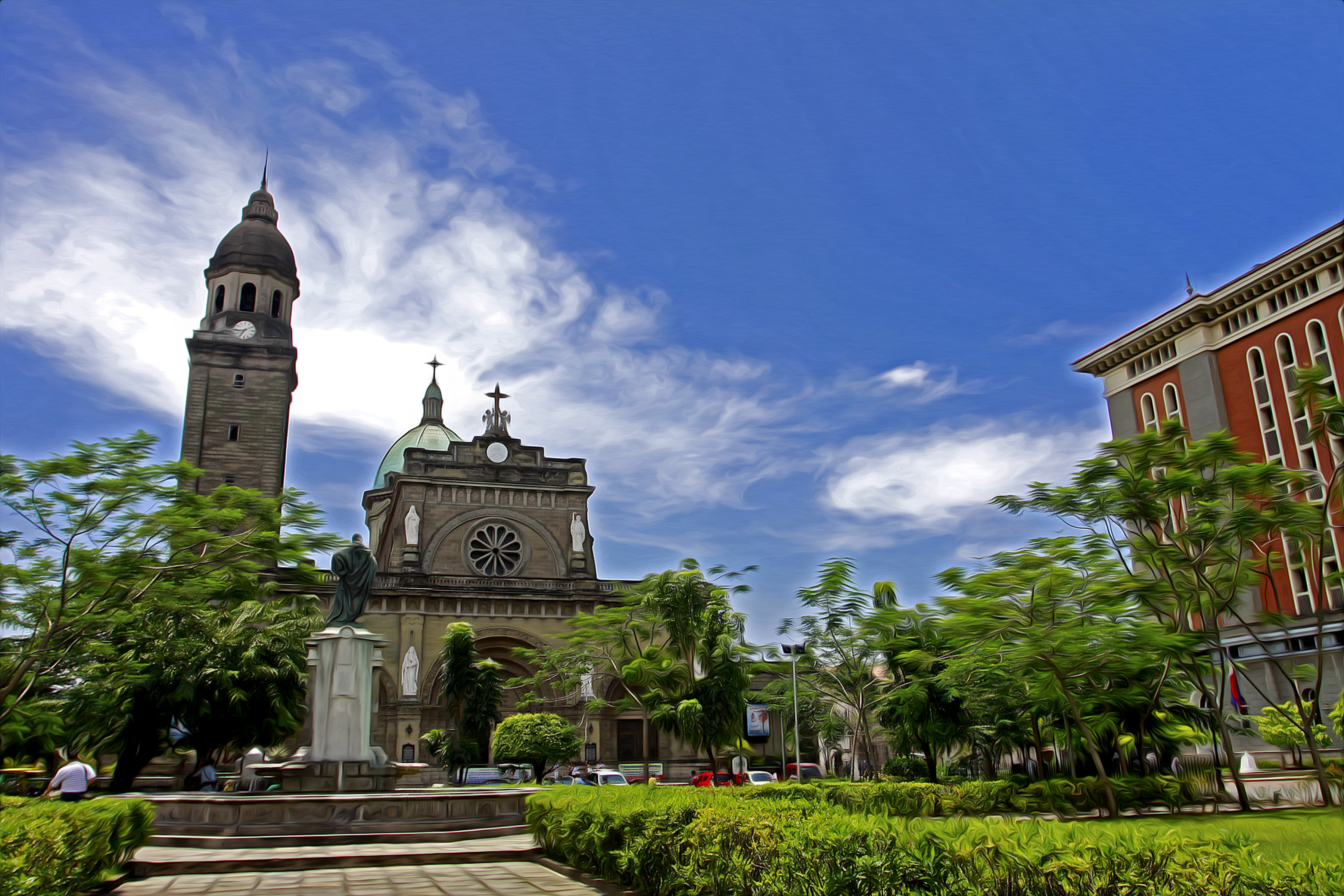
Пласа-де-Рома была главной площадью города-крепости.

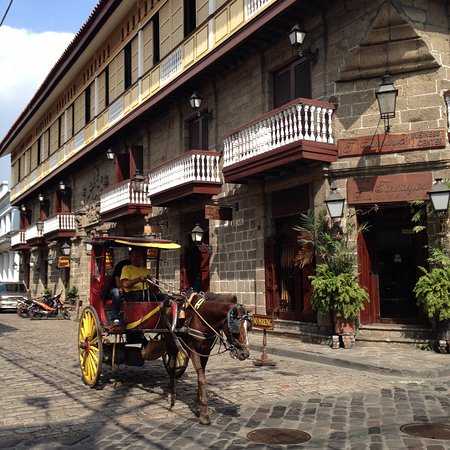
Casa Manila — образец архитектуры Бахай-на-Бато.

Главной площадью города Манила была Пласа-Майор (позже известная как Пласа-Мак-Кинли, затем Пласа-де-Рома) перед Манильским собором. К востоку от площади находилось Аюнтамьенто (мэрия), а напротив него — Паласио-дель-Гобернадор, официальная резиденция испанских вице-королей на Филиппинах. Землетрясение 3 июня 1863 года разрушило три здания и большую часть города. Резиденция генерал-губернатора была перенесена во дворец Малаканьянг, расположенный примерно в 3 км (1,9 мили) вверх по реке Пасиг. Позже были перестроены два предыдущих здания, но не Губернаторский дворец.
Внутри стен находились римско-католические церкви, самой старой из которых была церковь Сан-Агустин (августинцы), построенная в 1607 году. Другие церкви, построенные различными религиозными орденами — церковь Сан-Николас-де-Толентино (реколеты), церковь Сан-Франциско (францисканцы), церковь Третьего почтенного ордена (Третий орден Святого Франциска), церковь Санто-Доминго (доминиканцы), церковь Лурдес (капуцины) и церковь Сан-Игнасио (иезуиты) — сделали небольшой город-крепость Городом Церквей. Интрамурос был центром крупных учебных заведений страны. Монастыри и церковные школы были созданы различными религиозными орденами. Доминиканцы основали Университет Санто-Томас в 1611 году и Колледж Сан-Хуан-де-Летран в 1620 году. Иезуиты основали Университет Сан-Игнасио в 1590 году, первый университет в стране, который закрылся в 1768 году после изгнания иезуитов из страны. После того, как иезуитам было разрешено вернуться на Филиппины, в 1859 году они основали Ateneo Municipal de Manila. В начальный период колонизации в окрестностях Интрамуроса проживало в общей сложности 1200 испанских семей, 600 испанских семей в стенах и еще 600 жили в пригородах за пределами Интрамуроса. В дополнение к этому в городе, обнесенном стеной, находилось около 400 испанских солдат.

### Американский период (1898—1946 гг.)

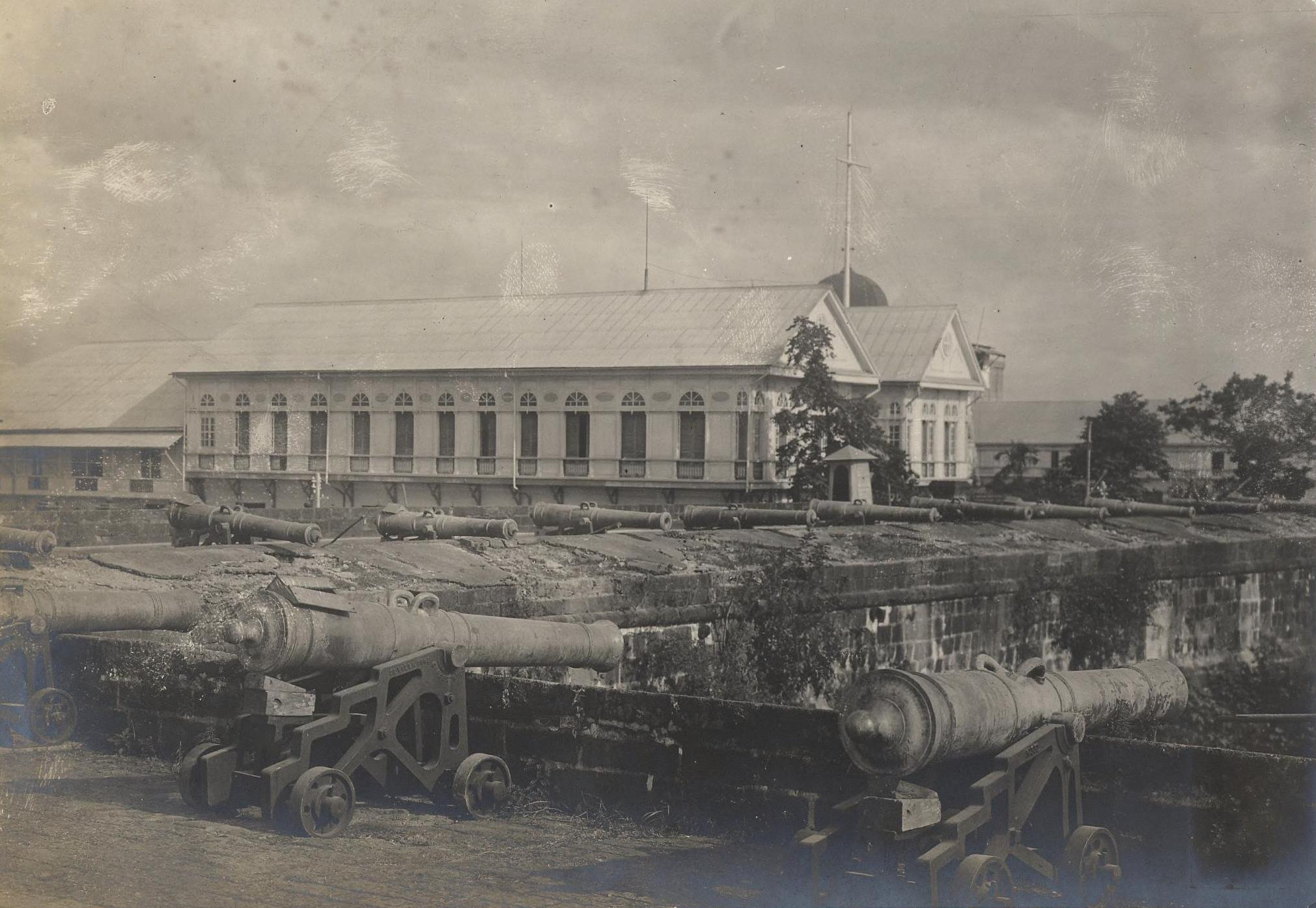
Фотография 1902 года, сделанная военнослужащими США, на которой изображена испанская артиллерия.

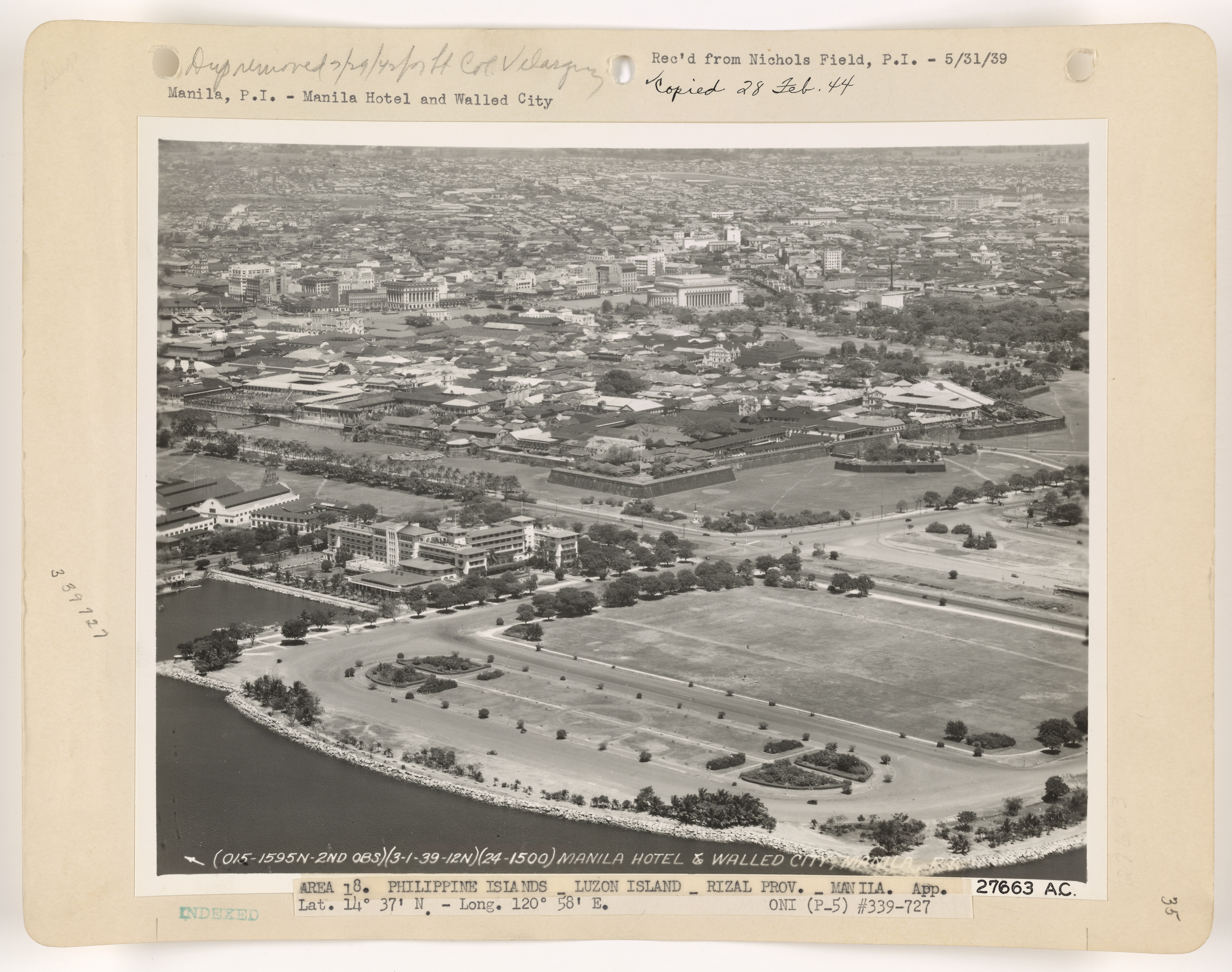
Вид с воздуха на город-крепость, 1939 год.

После окончания испано-американской войны Испания отдала Филиппины и несколько других территорий Соединенным Штатам в рамках условий Парижского договора за 20 миллионов долларов. Американский флаг был поднят в форте Сантьяго 13 августа 1898 года, что свидетельствует о начале американского правления над городом. Аюнтамьенто стал резиденцией Филиппинской комиссии Соединенных Штатов в 1901 году, а Форт Сантьяго стал штаб-квартирой филиппинской дивизии армии Соединенных Штатов.
Американцы внесли в город радикальные изменения, например, в 1903 году, когда снесли стены от ворот Санто-Доминго до ворот Альмасен по мере улучшения пристани на южном берегу реки Пасиг. Вынутые камни были использованы для других строительных работ в городе. Стены также были пробиты в четырех местах, чтобы облегчить доступ к городу: юго-западный конец улицы Calle Aduana (ныне проспект Андреса Сориано-младшего), восточный конец Calle Anda, северо-восточный конец Calle Victoria (ранее известный как Calle de la Escuela), и юго-восточный конец Calle Palacio (ныне улица Генерала Луна). Двойные рвы, окружавшие Интрамурос, были сочтены антисанитарными и были заполнены илом, вынутым из Манильского залива, где сейчас расположен нынешний порт Манилы. Рвы были преобразованы городом в муниципальное поле для гольфа.
Работы для строительства порта Манилы, отеля Манила и парка Рисаль скрыли старые стены и горизонт города от Манильского залива. Американцы также основали первую школу при новом правительстве, Манильскую среднюю школу, 11 июня 1906 года на улице Виктория.
В 1936 году был принят Закон о Содружестве № 171, требующий, чтобы все будущие здания, которые будут построены в Интрамуросе, соответствовали архитектуре испанского колониального типа.

#### Вторая мировая война и японская оккупация

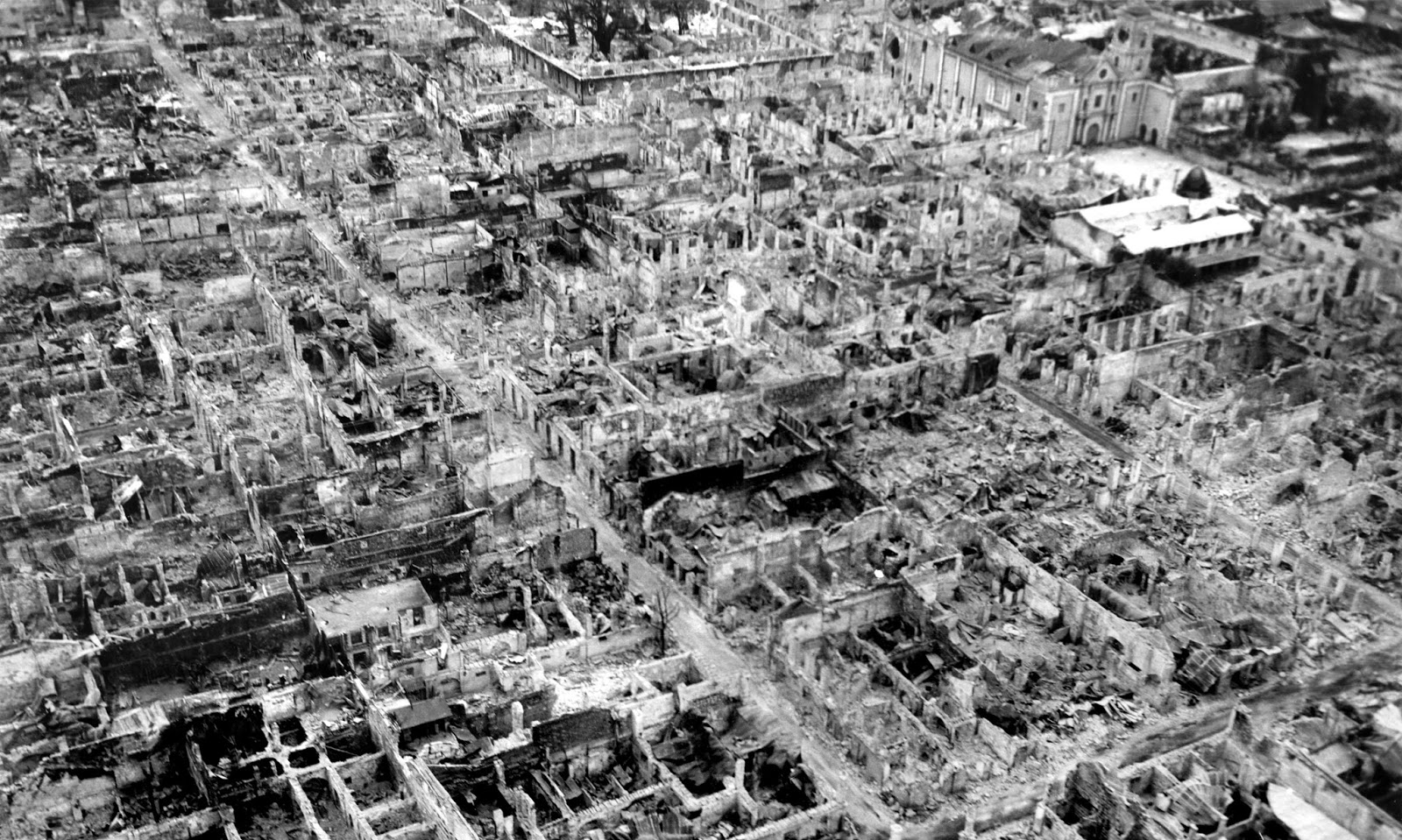
Квартал после бомбардировок в 1945 году.

В декабре 1941 года Императорская армия Японии вторглась на Филиппины. Первыми жертвами в Интрамуросе, принесенными войной, были разрушение церкви Санто-Доминго и первоначального кампуса Университета Санто-Томас во время штурма. Весь город Манила был объявлен генералом Дугласом Макартуром «Открытым городом», поскольку Манилу было невозможно защитить.
В 1945 году началась битва за освобождение Манилы, когда американские войска попытались оккупировать Манилу в январе 1945 года. Между объединенными американскими и филиппинскими войсками армии США и филиппинской армии Содружества, включая партизан, произошли ожесточенные городские бои против 30 000 японских защитников. По мере того как битва продолжалась, обе стороны нанесли городу тяжелый урон, кульминацией которого стала резня в Маниле японскими войсками. Императорская японская армия была отброшена и в конце концов отступила в район Интрамурос. Генерал Макартур, хотя и выступал против бомбардировок города-крепости, одобрил массированный обстрел, в результате которого только в Интрамуросе погибло более 16 665 японцев. Двое из восьми ворот Интрамуроса были сильно повреждены американскими танками. Взрывы сравняли с землей большую часть Интрамуроса, оставив только 5 % городских построек, 40 % стен были уничтожены в результате бомбардировок. Более 100 000 филиппинских мужчин, женщин и детей погибли с 3 февраля по 3 марта 1945 года во время битвы при Маниле.
В конце Второй мировой войны все здания и постройки в Интрамуросе были разрушены, и сохранилась только поврежденная церковь Сан-Агустин.

### Современный период (1946 — н.в.)

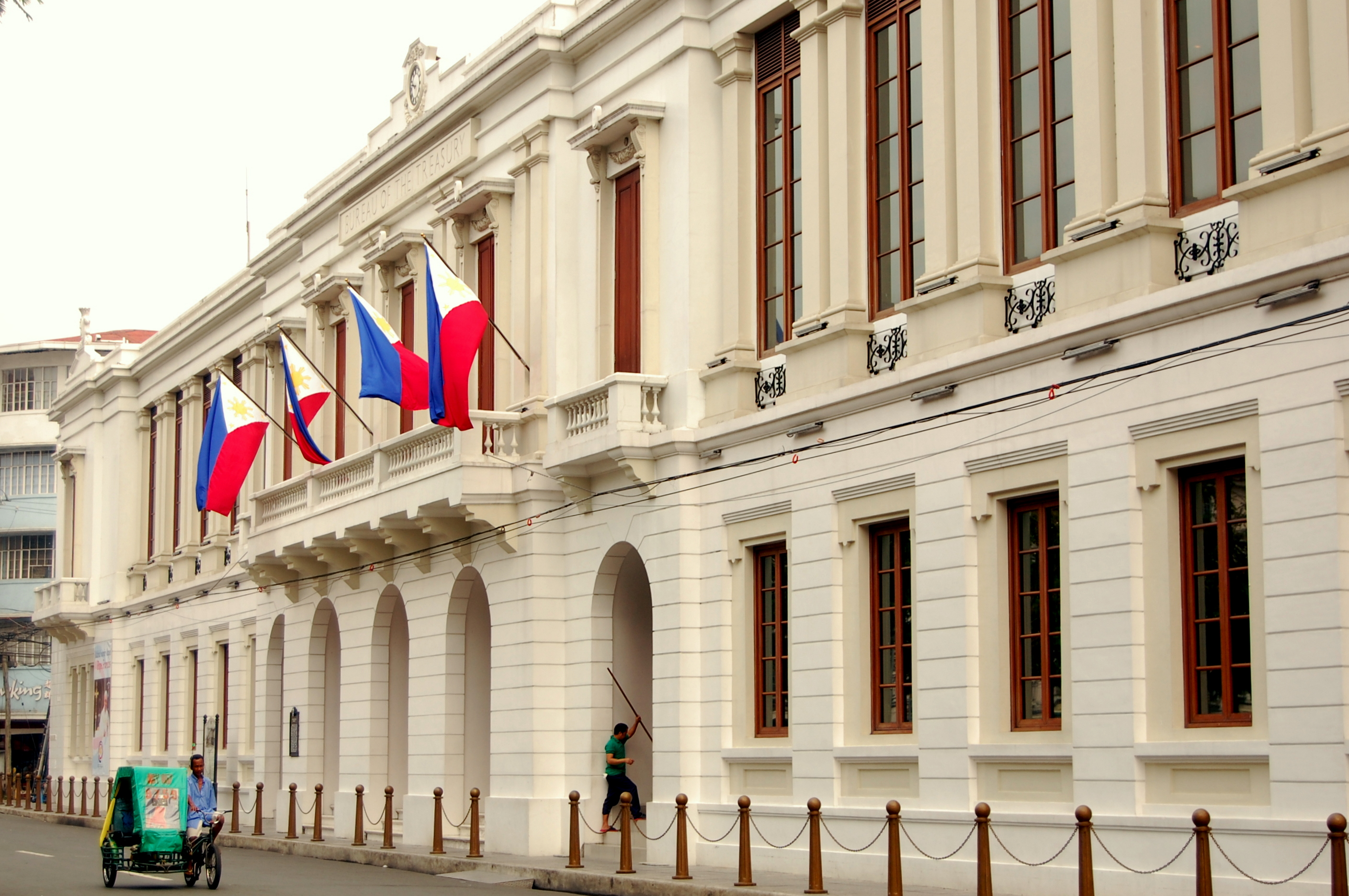
Аюнтамьенто-де-Манила

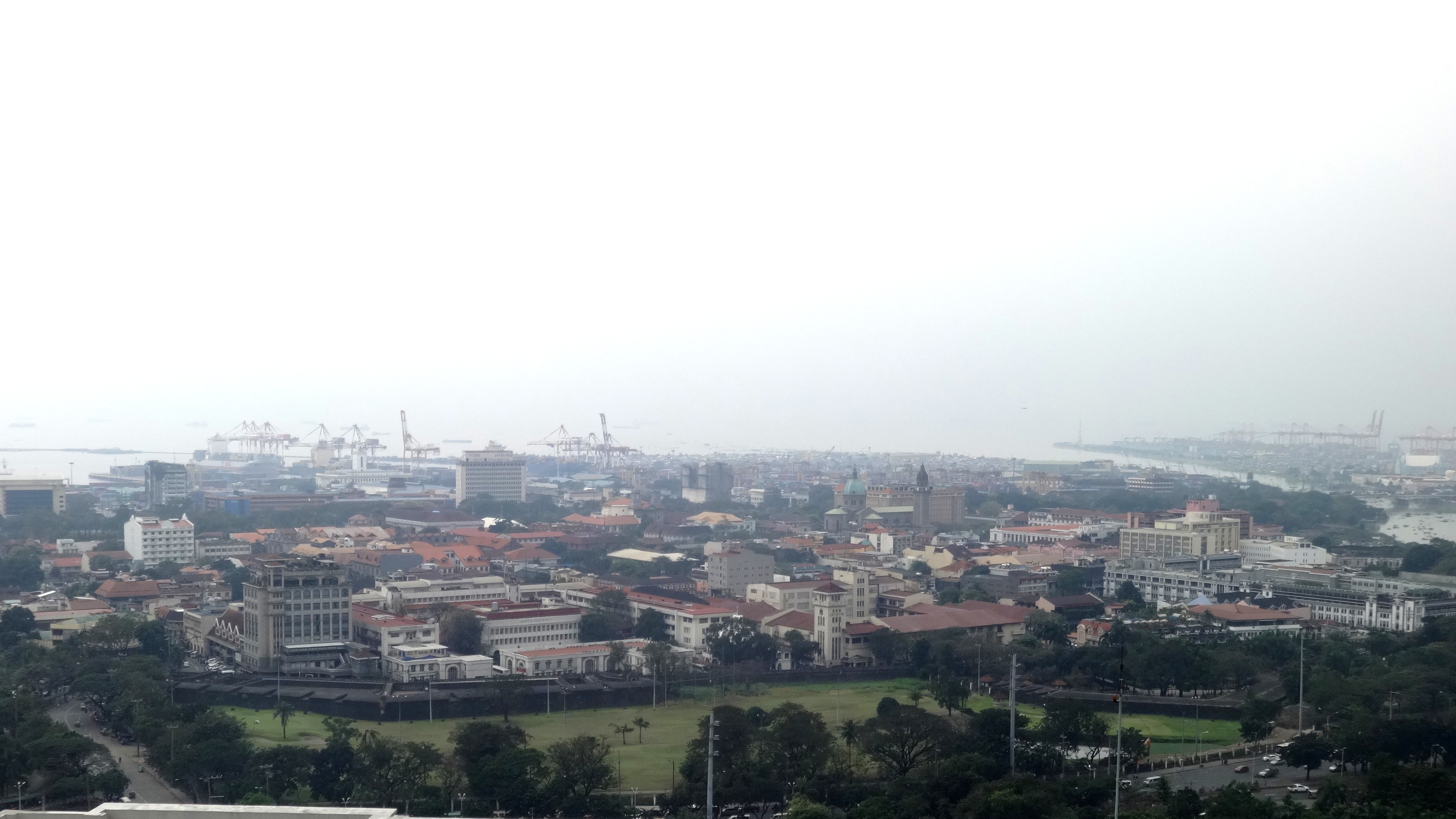
Интрамурос и Южная гавань в 2018 г.

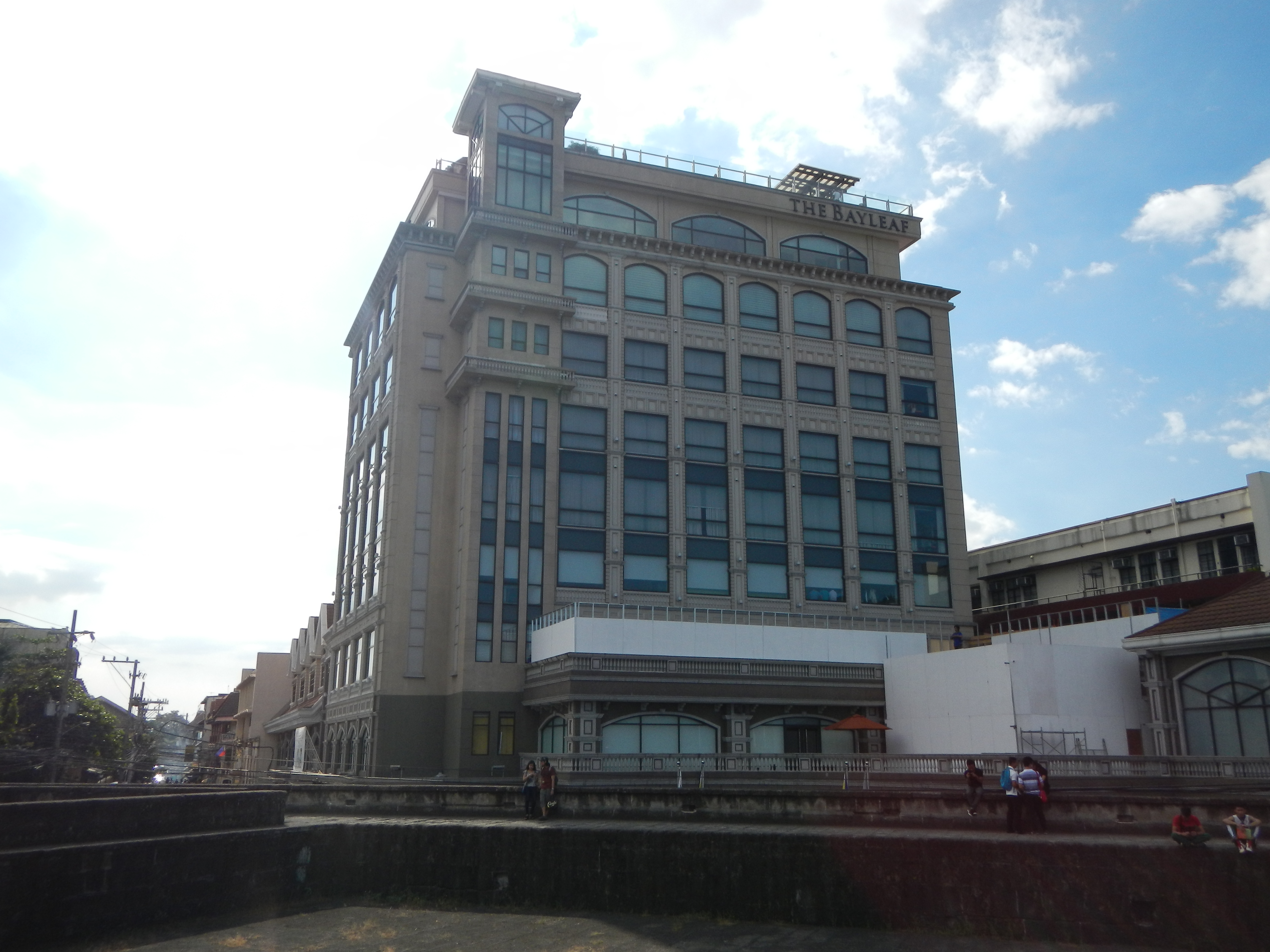
Отель Bayleaf Intramuros является образцовой моделью адаптивного повторного использования послевоенных зданий.

В 1951 году Интрамурос был объявлен историческим памятником, а форт Сантьяго — национальной святыней в соответствии с Законом Республики № 597, согласно политике восстановления, реконструкции и городского планирования Интрамуроса. В 1956 году Республиканский закон № 1607 объявил Интрамурос «коммерческим, жилым и образовательным районом», открыв район для развития, не принимая во внимание историчность района. Этот же закон также отменил Закон Содружества № 171 и Республиканский закон № 597. Затем последовало несколько законов и указов, но результаты были признаны неудовлетворительными из-за ограниченных средств.
В 1979 году на основании президентского указа № 1616, подписанного президентом Фердинандом Маркосом 10 апреля того же года, была создана администрация Интрамуроса (IA).
С тех пор IA медленно восстанавливала стены, элементы укреплений и город внутри. Пять оригинальных ворот были восстановлены или перестроены: ворота Изабеллы II, ворота Париан, ворота Реаль, ворота Санта-Лусия и ворота Постиго. Входы, сделанные американцами путем пробития стен в четырех местах, теперь перекрыты проходами, что создает бесшовную связь по дизайну и характеру с первоначальными стенами. Здания, разрушенные во время войны, впоследствии были восстановлены: собор Манилы был восстановлен и открыт для публики в 1958 году, Аюнтамьенто-де-Манила был восстановлен в 2013 году, а церковь и монастырь Сан-Игнасио в настоящее время реконструируются как Музей Интрамурос.
В январе 2015 года во время визита Папы Франциска на Филиппины он возглавил мессу в Манильском соборе, на которой присутствовало около 2000 епископов, священников и религиозных лидеров филиппинской католической церкви. Антология, ежегодный трехдневный фестиваль архитектуры и дизайна, впервые был запущен в июне 2016 года в Интрамуросе. С тех пор он арендует Форт Сантьяго в качестве места проведения семинаров и других мероприятий с приглашенными докладчиками из местных и зарубежных специалистов в области архитектуры и дизайна. Это стало возможным благодаря партнерству WTA Architecture + Design Studio и администрации Интрамуроса, которые также несут ответственность за признанную критиками библиотеку Book Stop Intramuros, расположенную на Пласа Рома.
Департамент туризма вместе с администрацией Интрамуроса запустили первый крупный проект недавно созданного религиозного сектора, который фокусируется на историческом и культурном религиозном богатстве города-крепости. Во время постного сезона 2018 года можно было посетить семь религиозных мест. Впервые со времен Второй мировой войны Visita Iglesia снова возможна в Интрамуросе. Семь направлений: собор Манилы, церковь Сан-Агустин, церковь Сан-Игнасио, храм Гуадалупе в форте Сантьяго, часовня Вилмана рыцарей Колумба, часовня лицея Филиппинского университета и часовня Университета Мапуа. Мероприятие отдает дань уважения семи первоначальным церквям довоенного Интрамуроса. Мероприятие постного сезона 2018 года привлекло более 1 миллиона человек как из числа иностранных, так и местных туристов в Интрамуросе. Администрация Интрамуроса совместно с Посольством Королевства Дании в Маниле и Felta Multimedia, Inc. открыла iMake History Fortress в Бастионе Санта-Барбара форта Сантьяго 19 марта 2018 года. первый в мире исторический образовательный центр Lego.
Пандемия COVID-19 в марте 2020 года заставила администрацию Интрамуроса временно закрыть несколько объектов в Интрамуросе, включая Форт Сантьяго, Музей Интрамурос и Каса-Манила.

## Городские стены

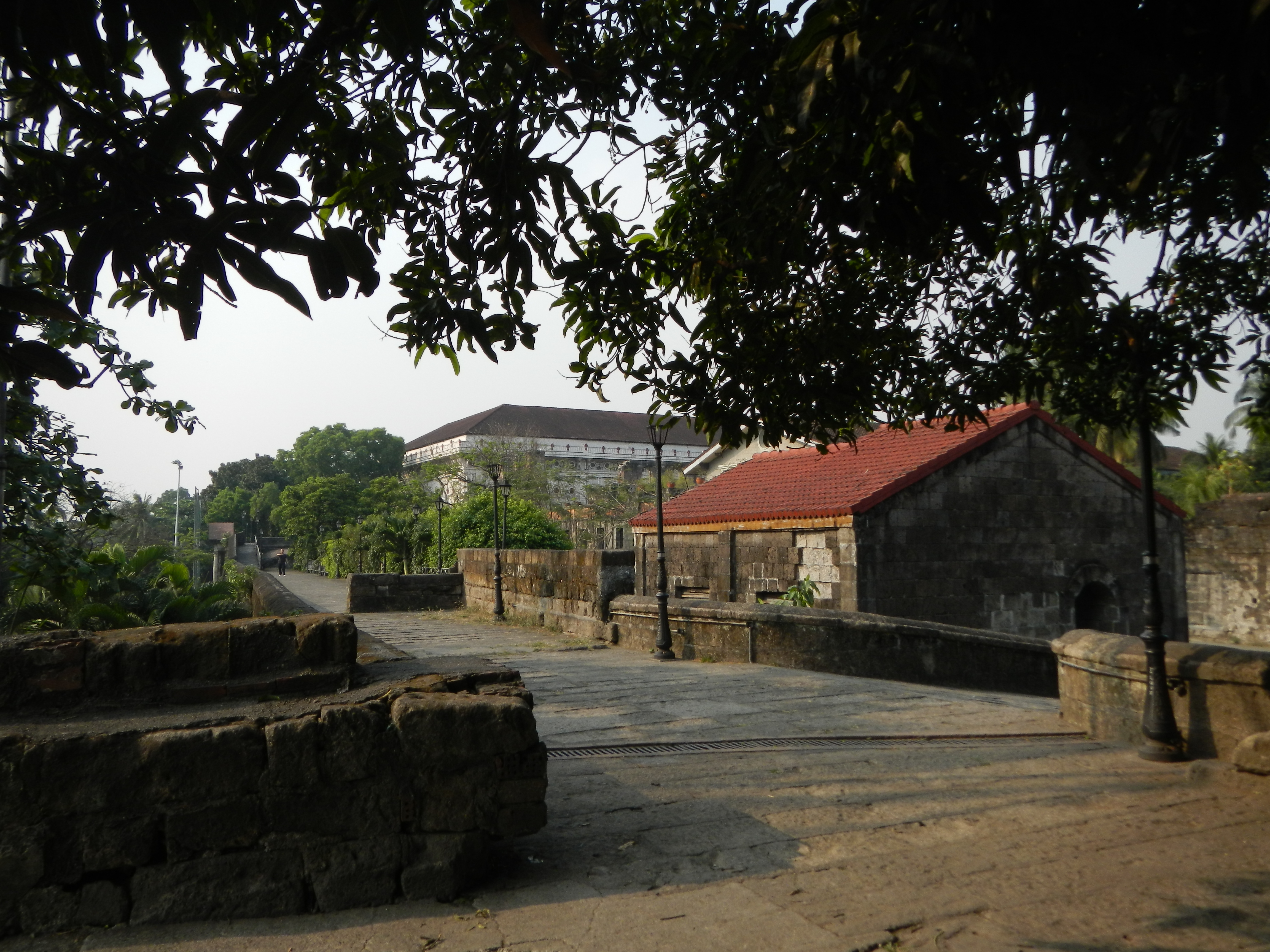
На городских стенах Интрамуроса

Очертания оборонительной стены Интрамуроса имеют неправильную форму, повторяя контуры Манильского залива и изгиб реки Пасиг. Стены занимали площадь в 64 гектара (160 акров) земли, окруженные камнями толщиной 8 футов (2,4 м) и высокими стенами, достигающими 22 фута (6,7 м). Стены тянулись примерно на 3-5 километров в длину. Внутренний ров (foso) окружает периметр стены, а внешний ров (contrafoso) окружает стены, обращенные к городу.

### Защитные укрепления

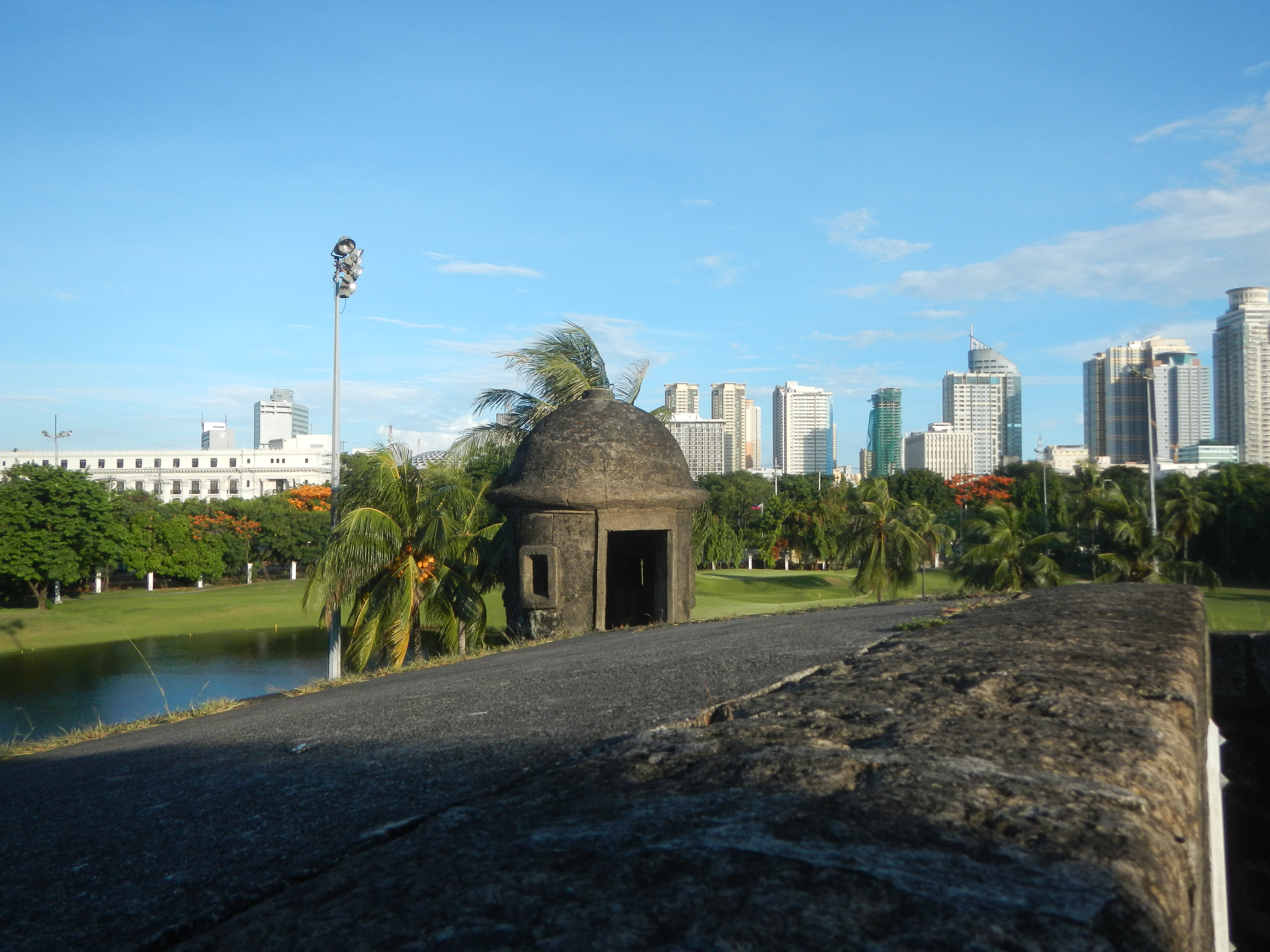
Сторожевая башня Балуарте-де-Сан-Андрес

Несколько бастионов (baluarte), равелинов (ravellin) и редутов (reductos) стратегически расположены вдоль массивных стен Интрамуроса в соответствии со стилем средневековых укреплений. Семь бастионов (по часовой стрелке, от форта Сантьяго) — это бастионы Тенериас, Адуана, Сан-Габриэль, Сан-Лоренсо, Сан-Андрес, Сан-Диего и Плано. Бастионы были построены в разные периоды времени, поэтому и различаются по стилю. Самый старый бастион — бастион Сан-Диего, построенный в 1587 году.
Укрепления Интрамуроса состоят из нескольких частей: фронта, обращенного к морю и реке, которые были менее сложными, и трехстороннего сухопутного фронта с соответствующими бастионами. Форт Сантьяго был построен на северо-западной оконечности, где сходятся море и река, и функционировал как цитадель. Форт Сантьяго служил военным штабом Испании, Великобритании, США и Японии в разные эпохи филиппинской истории.
В форте Сантьяго на каждом углу треугольного форта есть бастионы. Санта-Барбара выходит на залив и реку Пасиг, Сан-Мигель выходит на залив, и Сан-Франциско, выходящий на реку Пасиг.

### Ворота

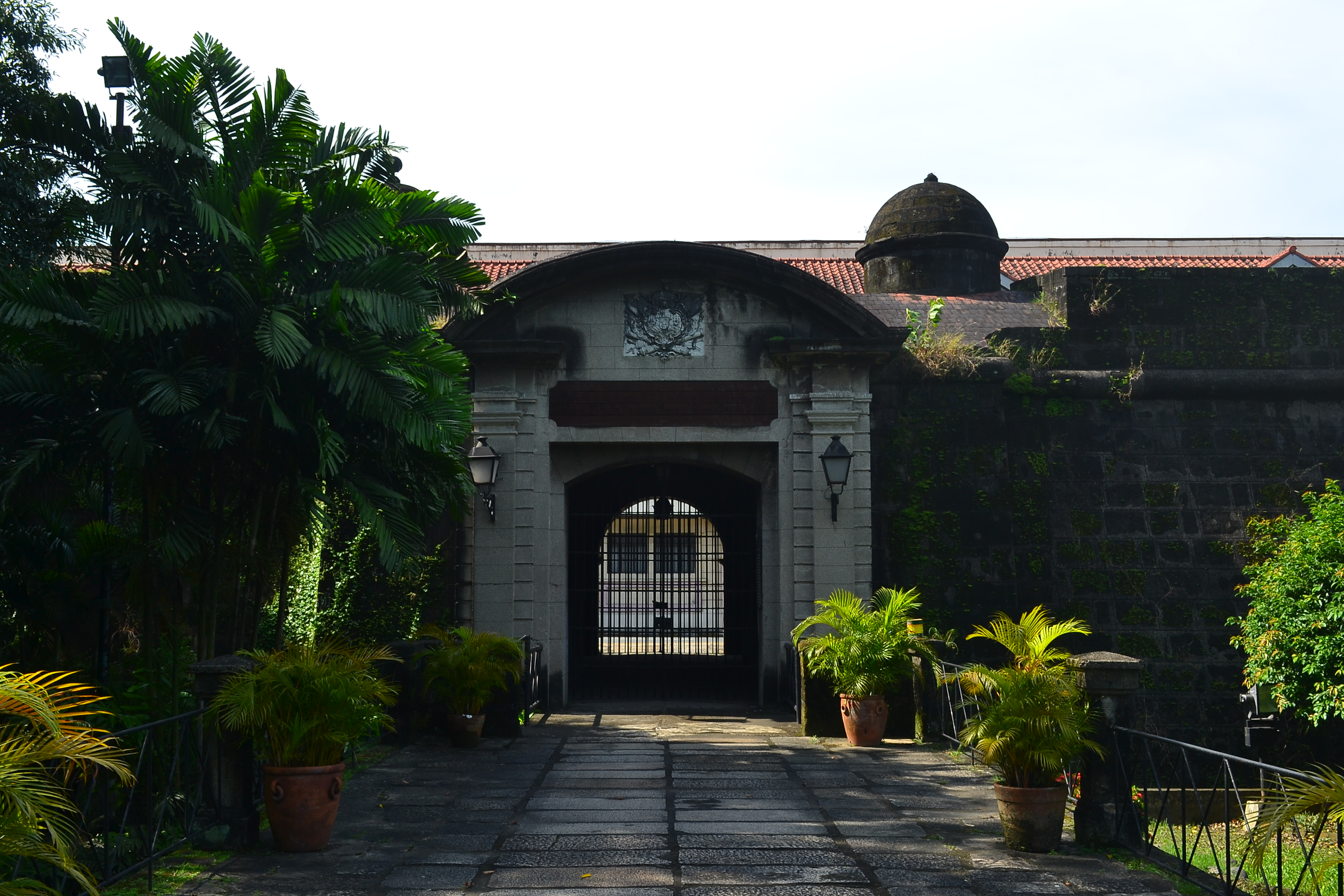
Современная Пуэрта-Реаль (Королевские ворота) была построена в 1780 году и отреставрирована в 1969 году с дополнительными работами, выполненными в 1989 году.

До американской эпохи въезд в город осуществлялся через восемь ворот или Пуэрта, а именно (по часовой стрелке, от форта Сантьяго) Пуэрта-Альмасен, Пуэрта-де-ла-Адуана, Пуэрта-де-Санто-Доминго, Пуэрта-Исабель II, Пуэрта-дель-Париан, Пуэрта-Реаль, Пуэрта-Санта-Лусия и Пуэрта-дель-Постиго. Трое ворот были разрушены. Два из них, Альмасенские ворота и Санто-Доминго/Адуана, были разрушены американскими инженерами, когда они открывали северную часть стен для причалов. Пуэрта-де-Бандерас были разрушены во время землетрясения и больше не восстанавливались. Раньше с 23:00 до 4:00 были подняты разводные мосты, и город был закрыт и находился под охраной. Так продолжалось до 1852 года, когда из-за землетрясения того года было постановлено, чтобы ворота впредь оставались открытыми круглосуточно.

#### Существующие ворота
| Название              | Описание | Ориентация |
| --------------------- | --- | ---------- |
| Пуэрта-де-Исабель II  | Открыты в 1861 году. Повреждены во время битвы при Маниле. Восстановлены в 1966 году.                                          | северные   |
| Пуэрта-дель-Париан    | Построены в 1593 году. Повреждены во время битвы при Маниле. Реставрация началась в 1967 году и завершилась в 1982 году.       | восточные  |
| Пуэрта-де-Постиго     | Построены в 1662 году. Повреждены во время битвы при Маниле. Восстановлены в 1968 году.                                        | западные   |
| Пуэрта-Реаль          | Построены в 1663 году. Повреждены во время битвы при Маниле. Восстановлены в 1969 году с дополнительными работами в 1989 году. | южные      |
| Пуэрта-де-Санта-Лусия | Построены в 1603 году. Разрушены во время битвы при Маниле. Реконструированы в 1982 году.                                      | западные   |

#### Разрушенные ворота
| Название                                 | Описание | Ориентация |
| ---------------------------------------- | --- | ---------- |
| Пуэрта-де-Альмасенес                     | Построены в 1690 году. Снесены в 1903 году американскими инженерами для расширения речных причалов вдоль Интрамуроса. | северные   |
| Пуэрта-де-Бандерас                       | Построены в 1662 году. Были разрушены во время землетрясения и больше не восстанавливались. | западные   |
| Пуэрта-де-Санто-Доминго/Пуэрта-де-Адуана | Построены в XVIII веке во время реконструкции береговых укреплений. Они открывались к речным пристаням, но американские инженеры снесли ворота и часть стен в 1903 году, чтобы открыть дорогу на Интрамурос от шоссе Магальянес. | северные   |

## Современный Интрамурос

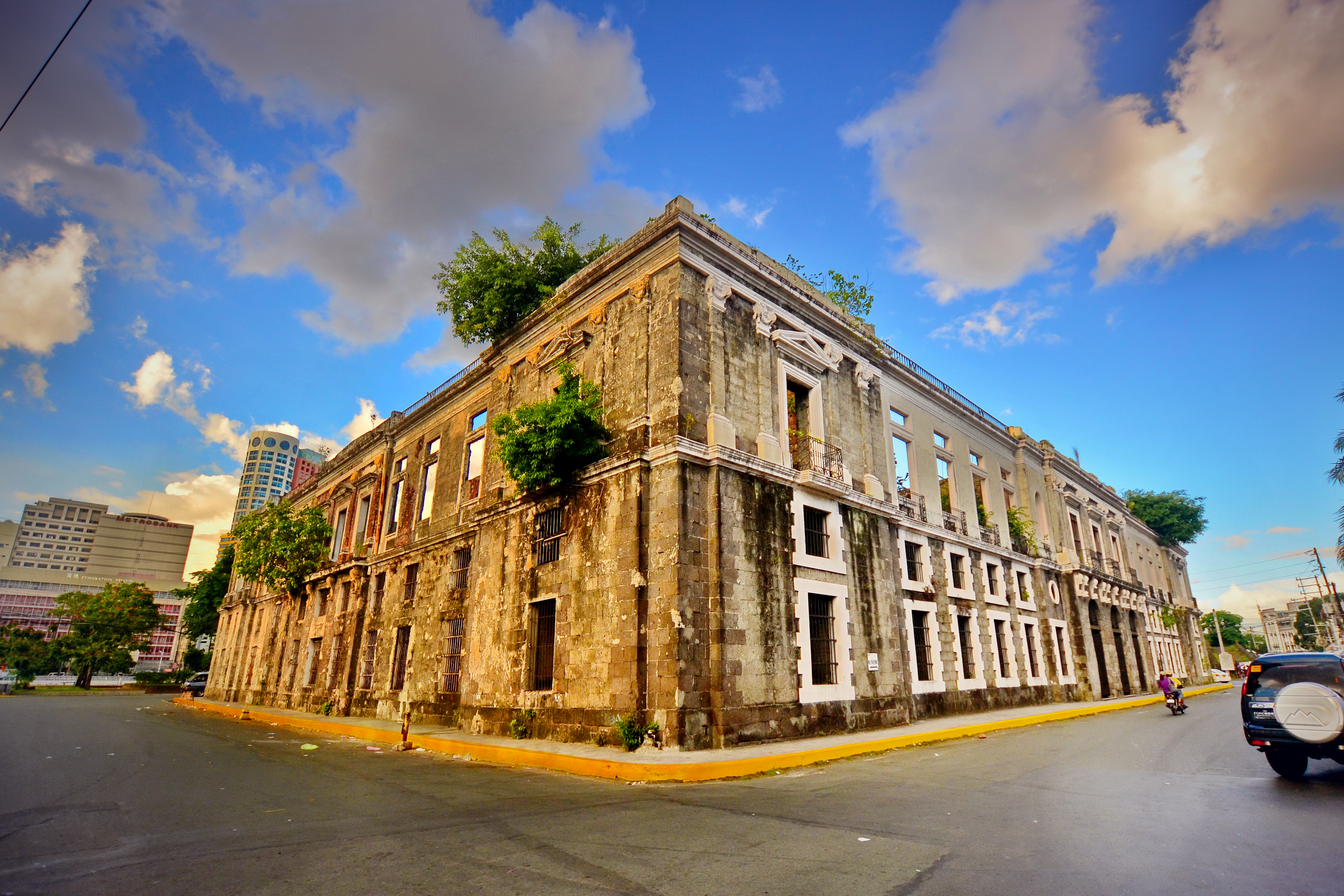
Руины здания таможни

Интрамурос — единственный район Манилы, где все еще чувствуется влияние старой испанской эпохи. Форт Сантьяго в настоящее время является ухоженным парком и популярным туристическим направлением. К нему примыкает реконструированная стена Маэстранса, которую американцы снесли в 1903 году, чтобы расширить причалы и открыть город для реки Пасиг. Один из будущих планов администрации Интрамуроса — завершить строительство стен по периметру, окружающих город, что сделает его полностью доступным для кругового прохода поверх стен.
Несмотря на усилия по восстановлению, в районе произошла минимальная коммерциализация. На рубеже XXI века открылось несколько заведений быстрого питания, обслуживающих в основном студентов Интрамуроса. Судоходные компании также открыли офисы в районе. Концерты, туры и выставки часто проводятся в Интрамуросе, чтобы привлечь как местных, так и иностранных туристов.

### Образование
Центр образования с колониального периода, Манила, особенно Интрамурос, является домом для нескольких филиппинских университетов и колледжей, в частности самых старых из них. Он служил местом для Университета Санто-Томас (1611 г.), Колледжа Сан-Хуан-де-Летран (1620 г.), Университета Атенео-де-Манила (1859 г.), Лицея Филиппинского университета и Университета Мапуа. Университет Санто-Томас переехал в новый кампус в Сампалоке в 1927 году, а Атенео переехал из Интрамуроса в Лойола-Хайтс в Кесон-Сити (при этом сохранив в своем названии «де Манила») в 1952 году.

После войны на руинах были созданы и построены новые несектантские школы. Pamantasan ng Lungsod ng Maynila, основанный в 1965 году городскими властями Манилы, был построен на месте старых Cuartel España (Испанские казармы). Лицей Филиппинского университета, частный университет, основанный в 1952 году президентом Филиппин Хосе Лаурелем, был построен на территории больницы Сан-Хуан-де-Диос. Больница переехала на бульвар Рохас в Пасай. Технологический институт Мапуа, основанный в 1925 году в Киапо переехал в Интрамурос после войны. Его послевоенный кампус был построен на месте разрушенной церкви Сан-Франциско и церкви Третьего почтенного ордена на углу улиц Сан-Франциско и Солана. Три новых учебных заведения вместе с Colegio de San Juan de Letran сформировали академическое сотрудничество под названием Intramuros Consortium.

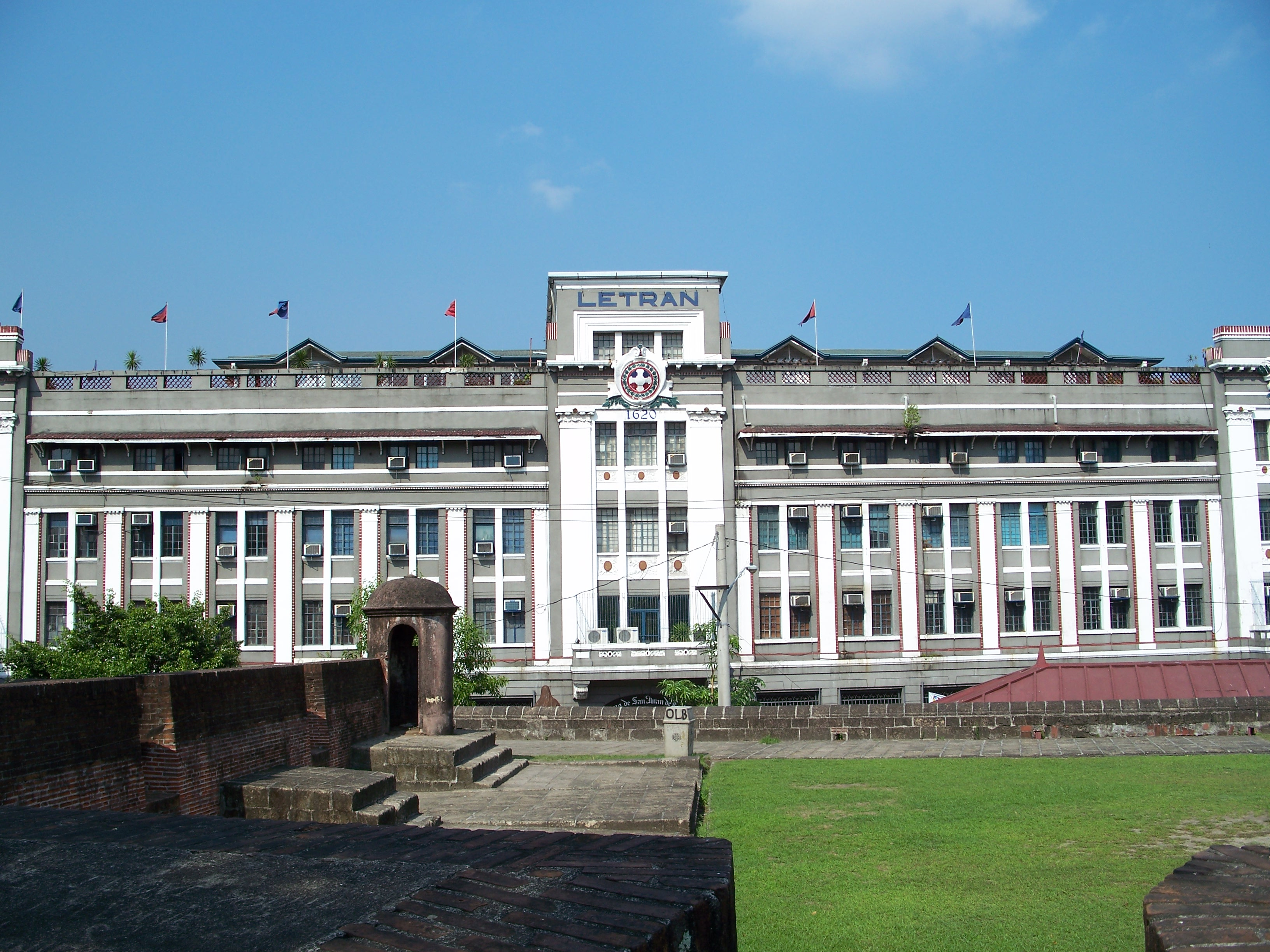
Колледж Сан-Хуан-де-Летран
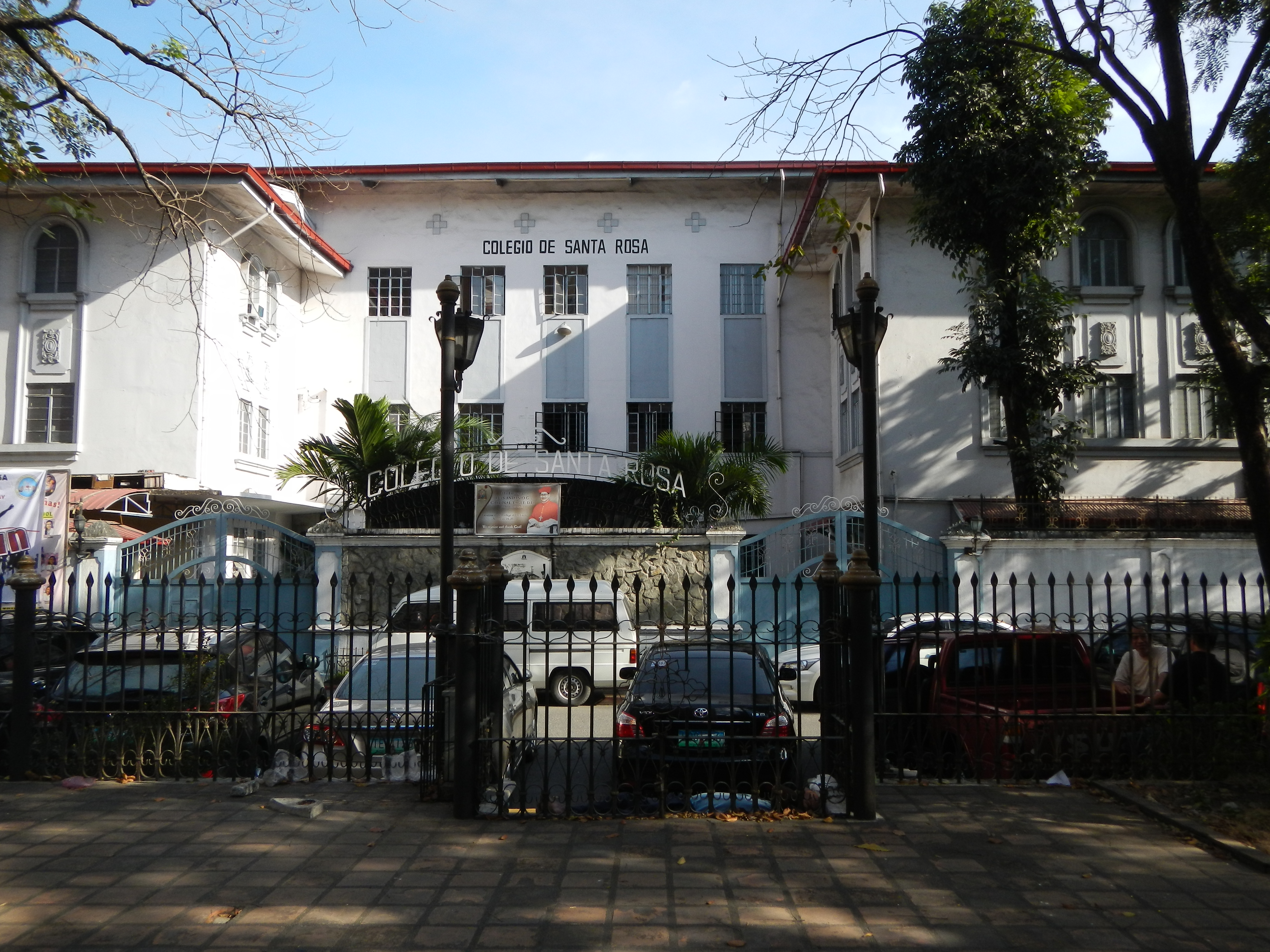
Колледж Санта-Роса
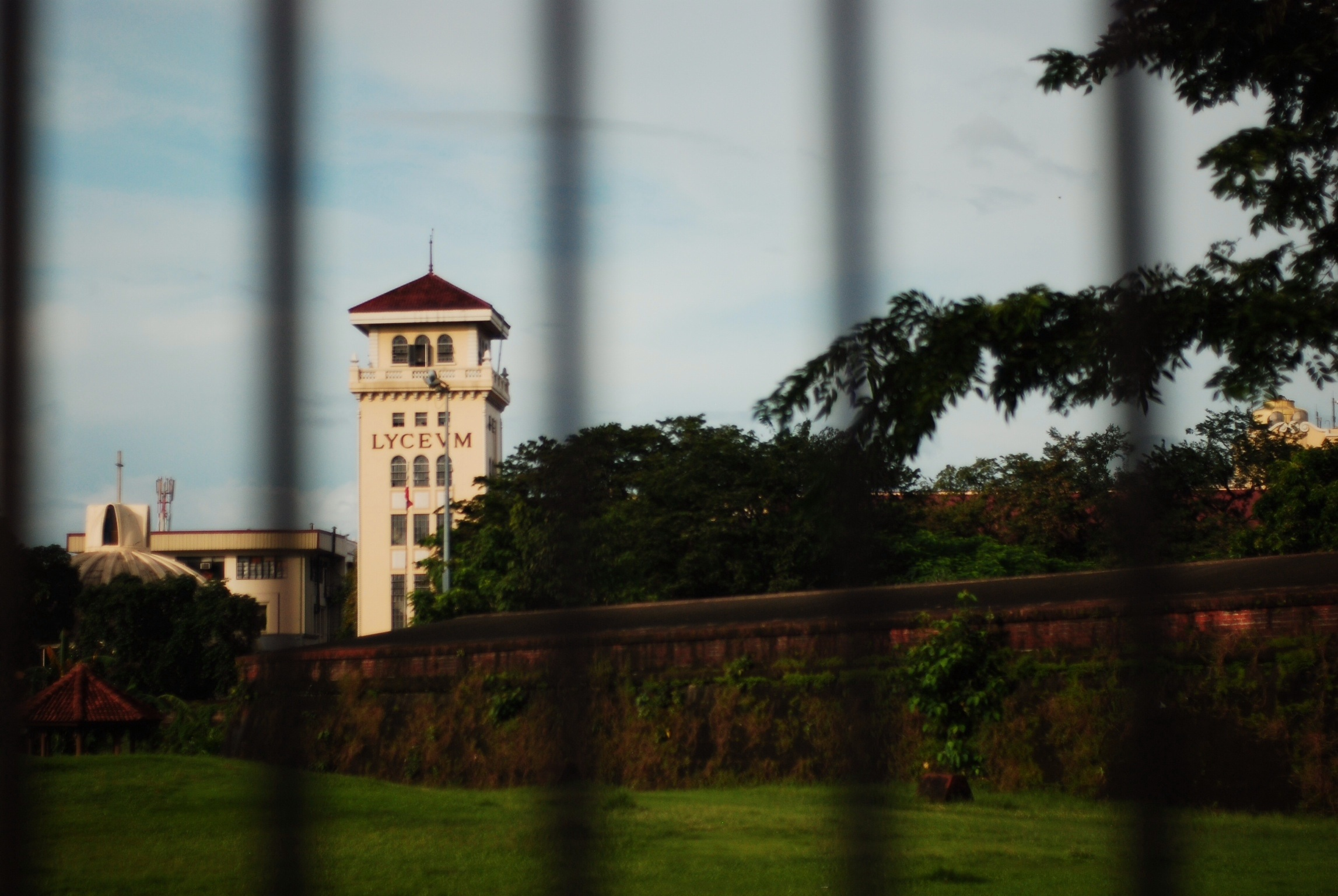
Лицей Филиппинского университета
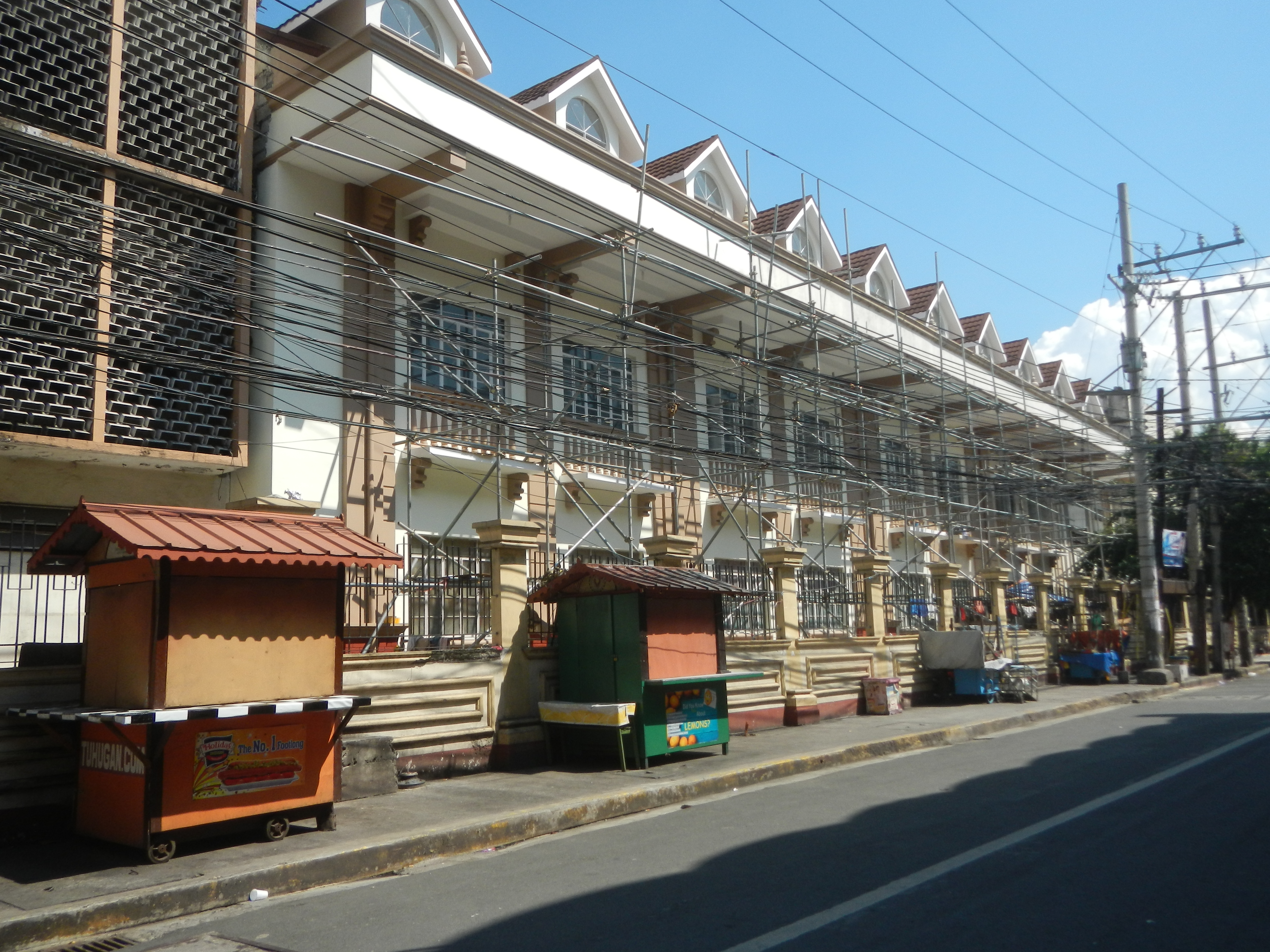
Манильская средняя школа
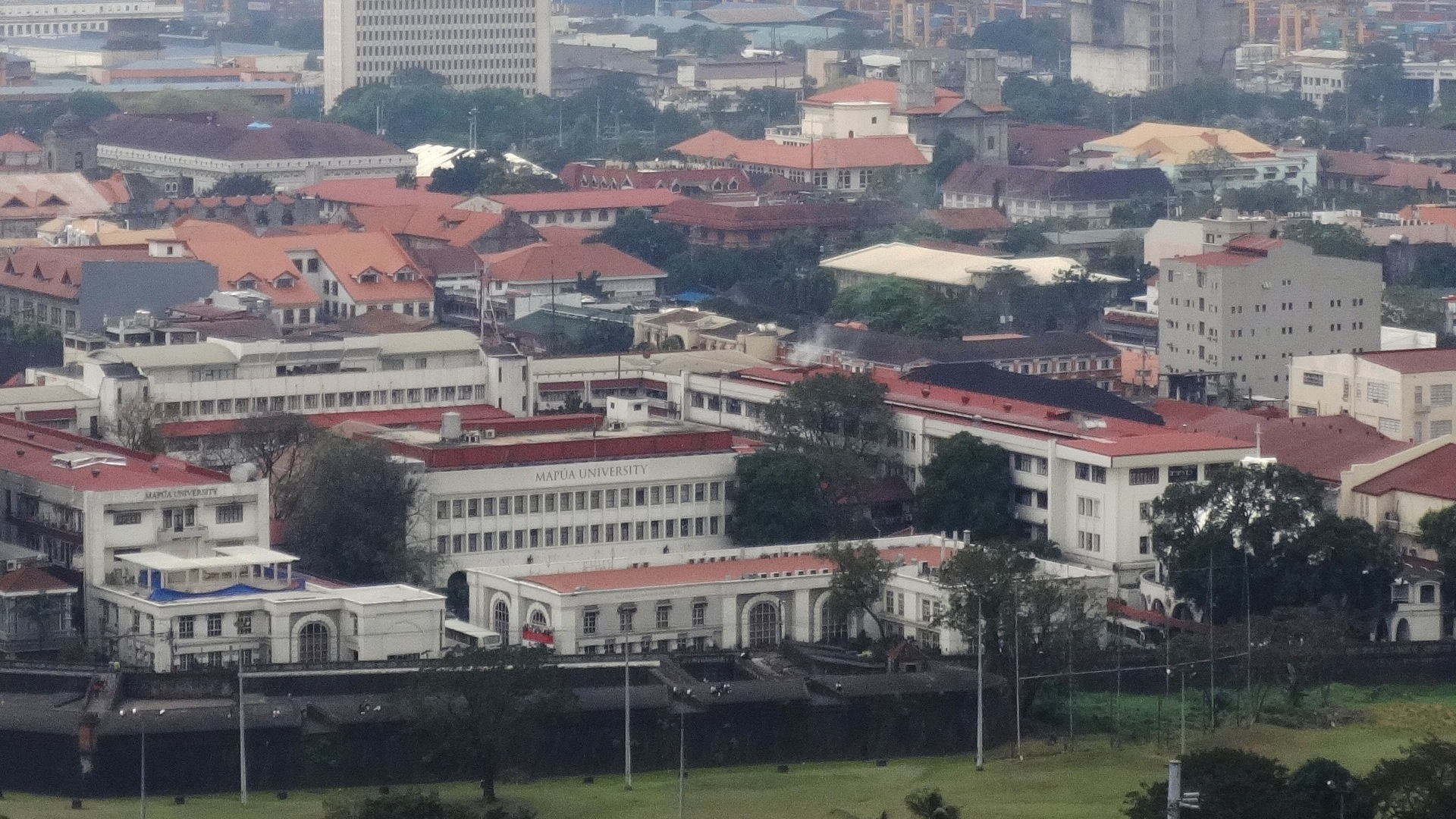
Вид с воздуха на кампус Университета Мапуа
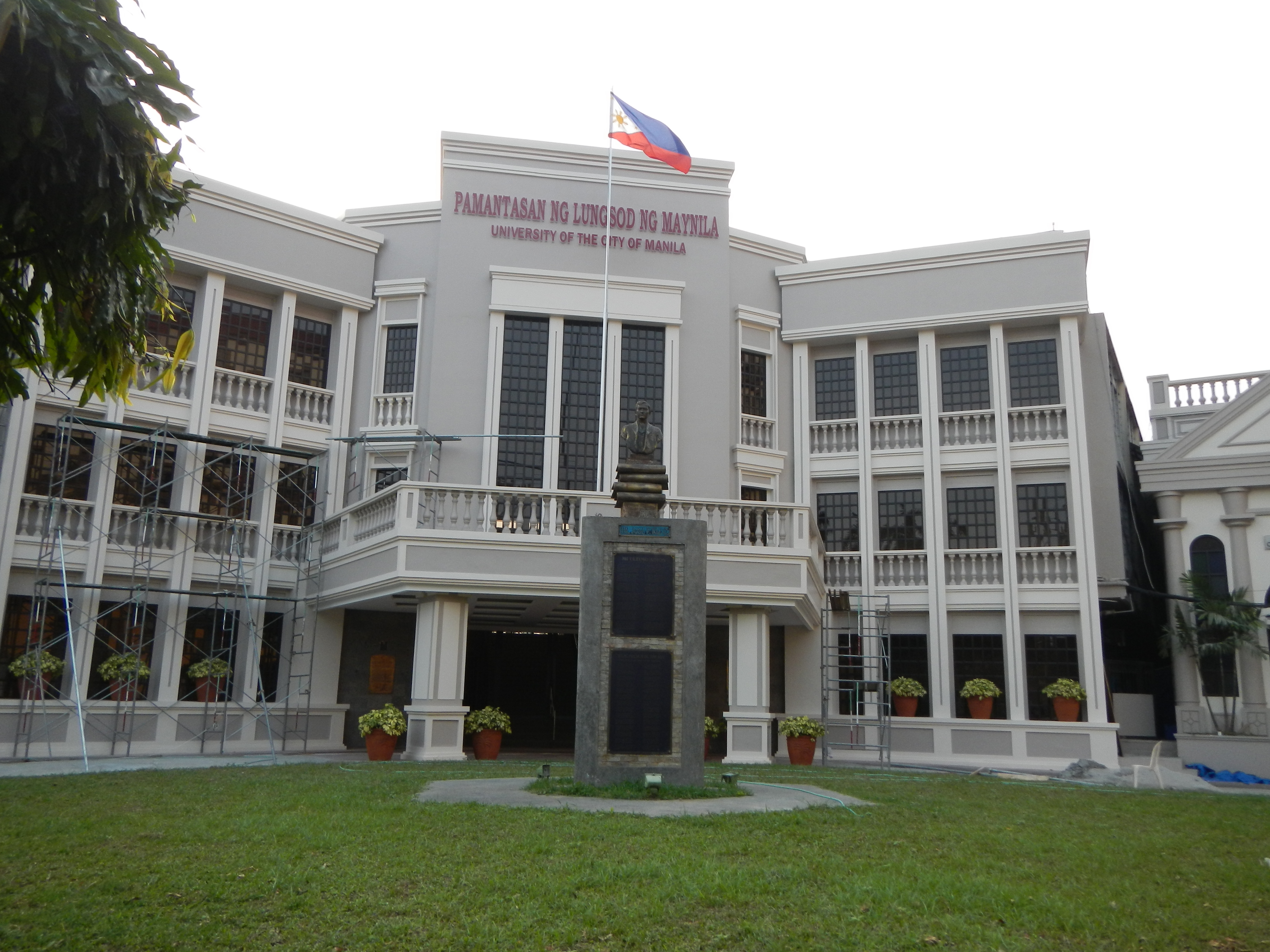
Университет города Манила

### Церкви
Интрамурос, как центр религиозной и политической власти в колониальный период, был домом для восьми великих церквей, построенных различными религиозными орденами. Все, кроме одной из этих церквей, были разрушены в битве при Маниле. Только церковь Сан-Агустин, самое старое здание в Маниле, построенное в 1607 году, была единственным строением внутри города-крепости, которое не было разрушено во время войны. После этого в 1958 году был реконструирован Манильский собор, резиденция Римско-католической архиепархии Манилы. Другие религиозные ордена реконструировали свои церкви за пределами Интрамуроса после войны. Доминиканцы перестроили церковь Санто-Доминго на проспекте Кесона в Кесон-Сити. Августинские реколеты перебрались в другую свою церковь, церковь Сан -Себастьян (ныне базилика), в 2,5 км к северо-востоку от города-крепости. Капуцины перенесли церковь Лурдес в 1951 году на угол улиц Канлаон и Ретиро (ныне проспект Аморанто) в Кесон-Сити. Она была объявлена Национальной святыней в 1997 году. Орден Святого Иоанна переехал в Рохас, а Орден Бедных Кларис на бульвар Авроры. Церковь и монастырь Сан-Игнасио в настоящее время реконструируются в Музей Интрамурос, церковный музей.

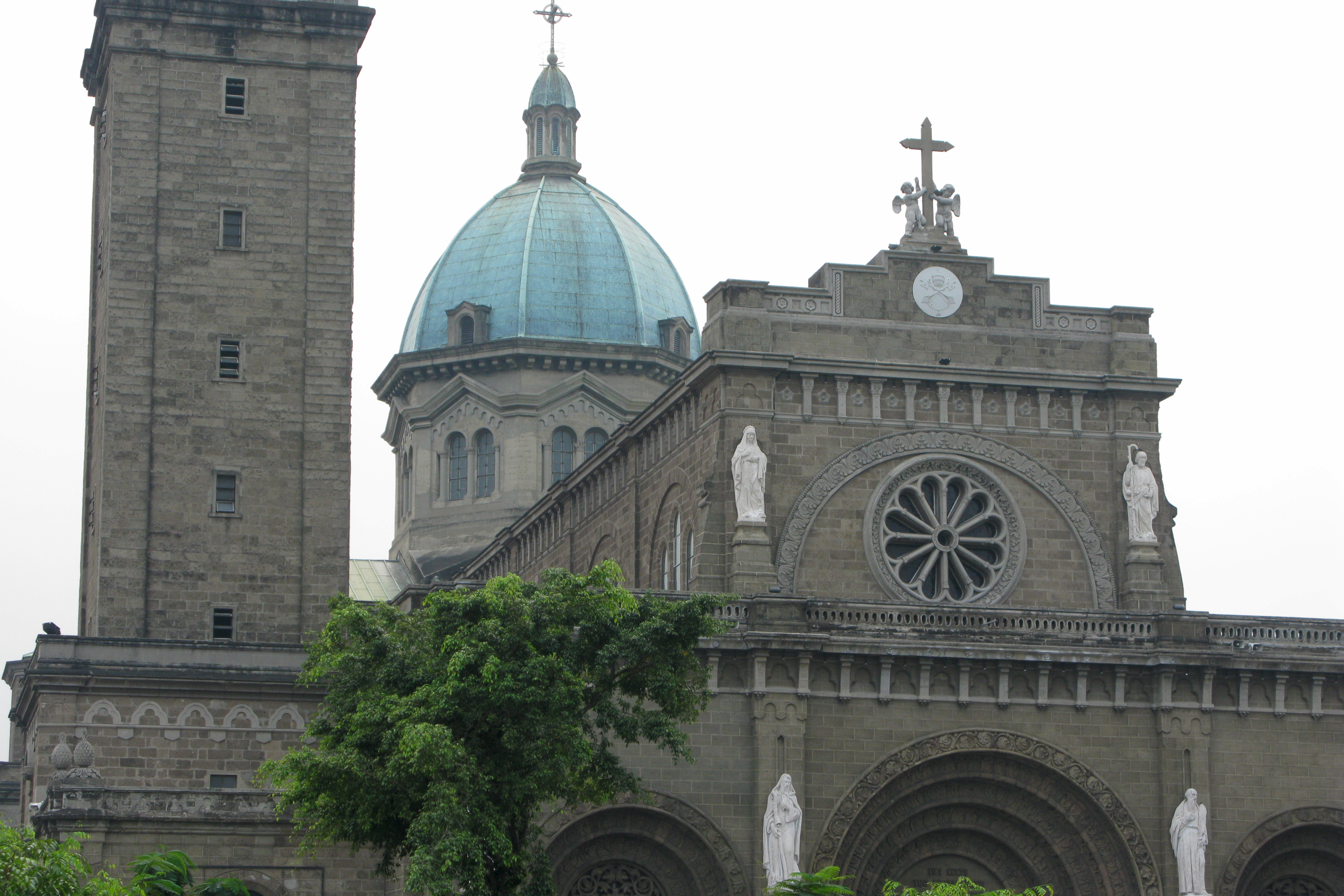
Кафедральный собор Манилы является резиденцией Римско-католической архиепархии Манилы. Базилика заслужила папское одобрение Папы Григория XIII и три апостольских визита Пап Павла VI, Иоанна Павла II и Франциска.
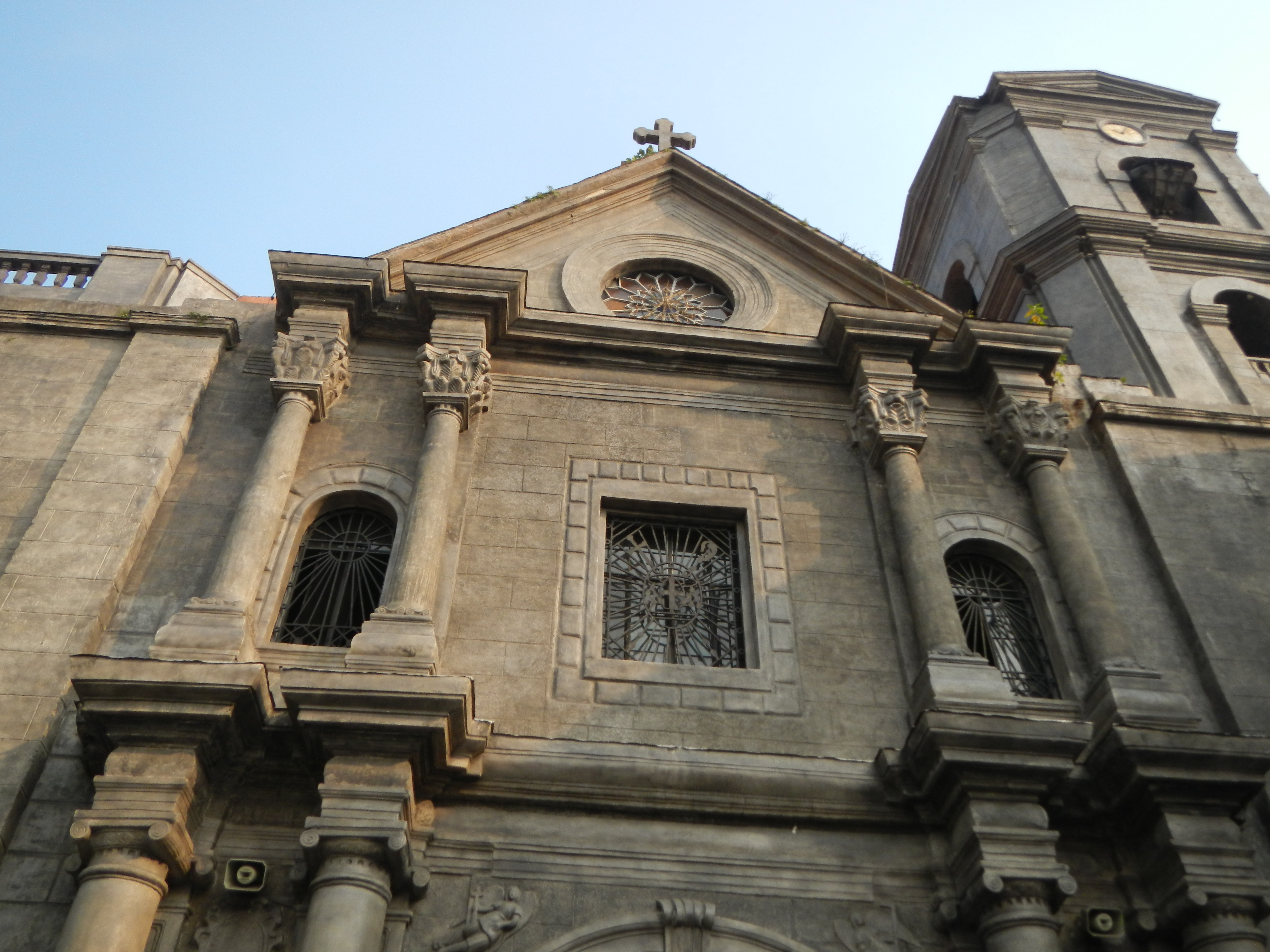
Церковь Сан-Агустин, объект Всемирного наследия ЮНЕСКО под общим названием Барочные церкви Филиппин.

### Памятники и статуи
Вторая мировая война, а также природные и техногенные катастрофы уничтожили множество старых зданий и статуй по всей стране. По счастливой случайности многие памятники испанского периода сохранились с течением времени. Ниже приведены те, которые мы все еще можем увидеть сегодня в Интрамуросе.
| Название                                              | Изображение | Адрес / GPS координаты                            | Автор, год                   | Примечания |
| ----------------------------------------------------- | ----------- | ------------------------------------------------- | ---------------------------- | --- |
| Статуя Адольфо Лопеса Матеоса                         |             | Пласа Мехико 14°35′39″ с. ш. 120°58′28″ в. д.     |                              | |
| Памятник Анда                                         |             | Площадь Анда                                      | 1871                         | Первоначально располагался на площади Маэстранса недалеко от форта Сантьяго. В 1957 году весь памятник был перенесен за пределы Интрамуроса на шоссе Бонифасио, где он сейчас стоит на Площади Анда. В последние годы он был закрашен, а нижний уровень испещрен граффити.  |
| Памятник Бенавидесу                                   |             | Пласа Санто-Томас                                 | Тони Ноэль, 1889             | Копия, неповрежденная оригинальная статуя была перенесена в 1946 году в кампус Университета Санто-Томас в Сампалоке, которая сейчас находится напротив главного здания. Её первоначальный мраморный постамент был полностью уничтожен во время битвы за Манилу в 1945 году. |
| Памятник королю Карлосу IV                            |             | Пласа-де-Рома 14°35′32″ с. ш. 120°58′23″ в. д.    |                              | |
| Статуя короля Филиппа II                              |             | Пласа-де-Эспанья 14°35′36″ с. ш. 120°58′28″ в. д. |                              | |
| Памятник Легаспи-Урданета                             |             | Шоссе Бонифасио, напротив отеля Манила            | Агусти Кероль Субиратс, 1929 | В 2012 году некоторые из его металлических украшений были украдены и недобросовестно проданы как металлолом. |
| Memorare — Мемориал 1945 года в Маниле (Храм Свободы) |             | Пласуэла-де-Санта-Исабель                         | 1995                         | Надпись на мемориале была сделана писателем Ником Хоакином. |
| Памятник королеве Изабелле II                         |             | Пуэрта-Исабель II                                 | Понсиано Понсано, 1860       | Ранее располагался на площади Раджи Сулеймана напротив церкви Малате. Статуя была перенесена в 1975 году на площадь Изабеллы II во время визита принца Испании Хуана Карлоса.                                                                                               |
| Статуя Рисаля                                         |             | Храм Рисаля                                       |                              | |

### Строения до и после Второй мировой войны
| Название (довоенное)                           | Изображение | Название (послевоенное) | Изображение | Примечания |
| Churches                                       | Churches    | Churches | Churches    | Churches |
| ---------------------------------------------- | ----------- | --- | ----------- | --- |
| Церковь Лурдес (1892—1945)                     |             | El Amanecer Building |             | |
| Церковь Сан-Франсиско (1739—1945)              |             | Кампус Университета Мапуа (с 1956 г.) |             | |
| Церковь и монастырь Сан-Игнасио (1899—1945)    |             | Музей Интромурос (с 2018 г.) |             | Церковь и монастырь реконструированы как Музей Интромурос. |
| Церковь Сан-Николас-де-Толентино (1739—1945)   |             | Издательство Manila Bulletin |             | |
| Церковь Санто-Доминго (1868—1945)              |             | Банк Филиппинских островов, Benlife Building и Tuazon Building                                                                                       |             | |
| Церковь Третьего Почтенного Ордена (1733—1945) |             | Часовня Университета Мапуа |             | |
| Школы и монастыри                              |             | |             | |
| Университет Атенео-де-Манила (1859—1932)       |             | Тент |             | Переведён в кампус Падре Фаура (ныне молл Robinsons Place Manila) после того, как пожар уничтожил его кампус в 1932 году, снова переехал в Лойола-Хайтс в 1976-77.                          |
| Беатерио де ла Компания                        |             | Музей света и звука |             | Перестроен в Музей света и звука |
| Беатерио-Колледж Санта-Каталина                |             | Кампус Колледжа Сан-Хуан-де-Летран |             | Школа и монастырь переехали в новый кампус на улице Легарда в Сампалоке. Его участок в Интрамуросе был приобретен Колледжем Сан-Хуан-де-Летран для расширения своего послевоенного кампуса. |
| Колледж Санта-Исабель (1632—1945)              |             | Пустырь и Пласуэла-де-Санта-Исабель |             | Колледж Санта-Исабель переехал в новый послевоенный кампус на проспекте Тафта, недалеко от городских стен.                                                                                  |
| Королевский колледж Санта-Потенсиана           |             | Национальная комиссия по культуре и искусству, Красный Крест Филиппин (отделение в Маниле), Здание филиппинских ветеранов и Здание Страхового центра |             | |
| Монастырь Санта-Клара                          |             | Пустырь |             | |
| Университет Санто-Томас                        |             | BF Condominiums |             | UST переехал в кампус в Сампалок в 1927 году. Юридически колледж остался в Интрамуросе. Однако после войны университет решил не восстанавливать кампус Интрамуроса.                         |
| Другие здания                                  |             | |             | |
| Испанские казармы                              |             | Университет города Манила |             | |
| Больница Сан-Хуан-де-Дьос                      |             | Лицей Филиппинского университета |             | |
| Дворец Санта-Потенсиана                        |             | Филиппинский Красный крест |             | |

## Администрация Интрамуроса

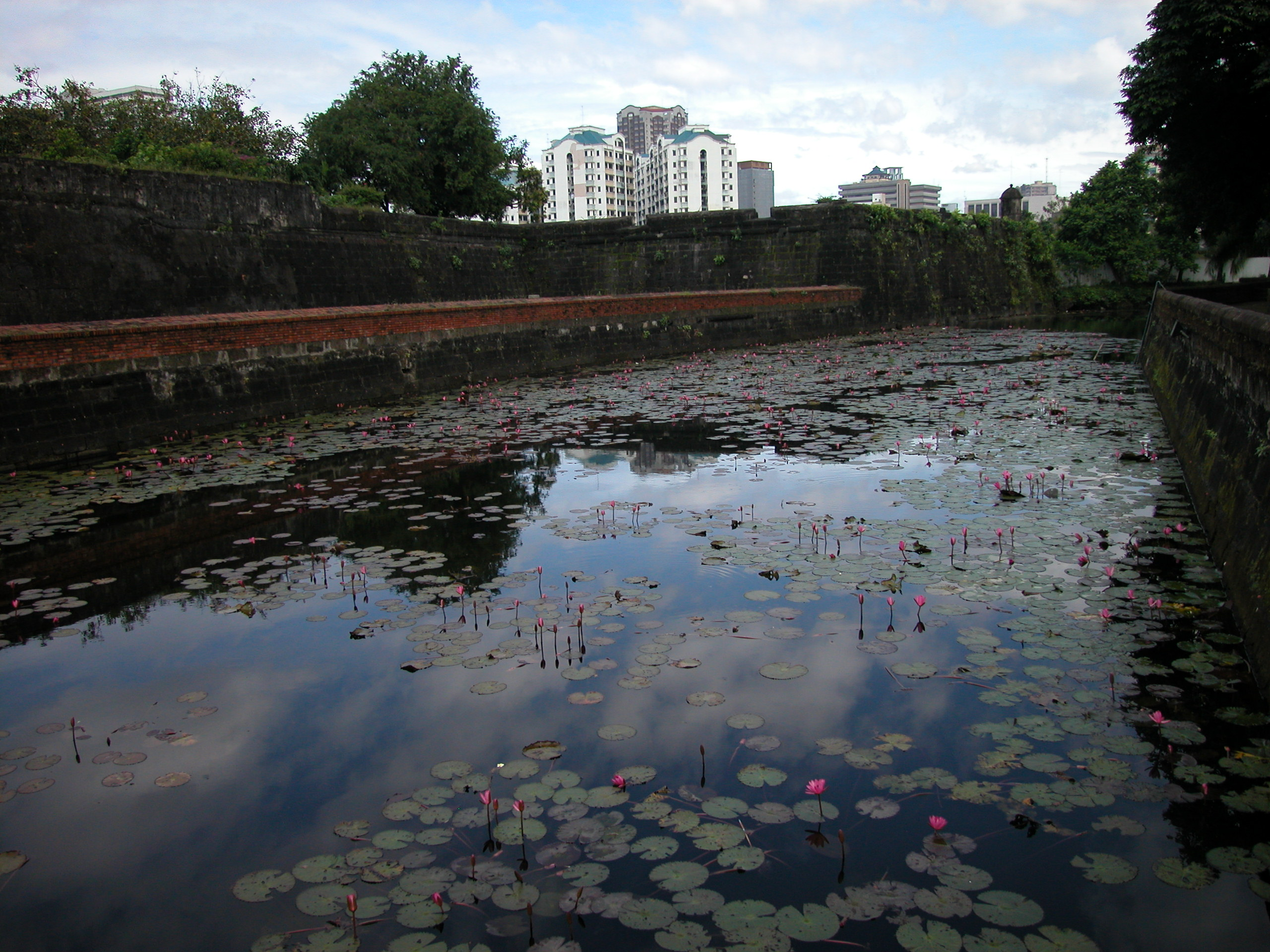
Заросший лотосом Пассиг.

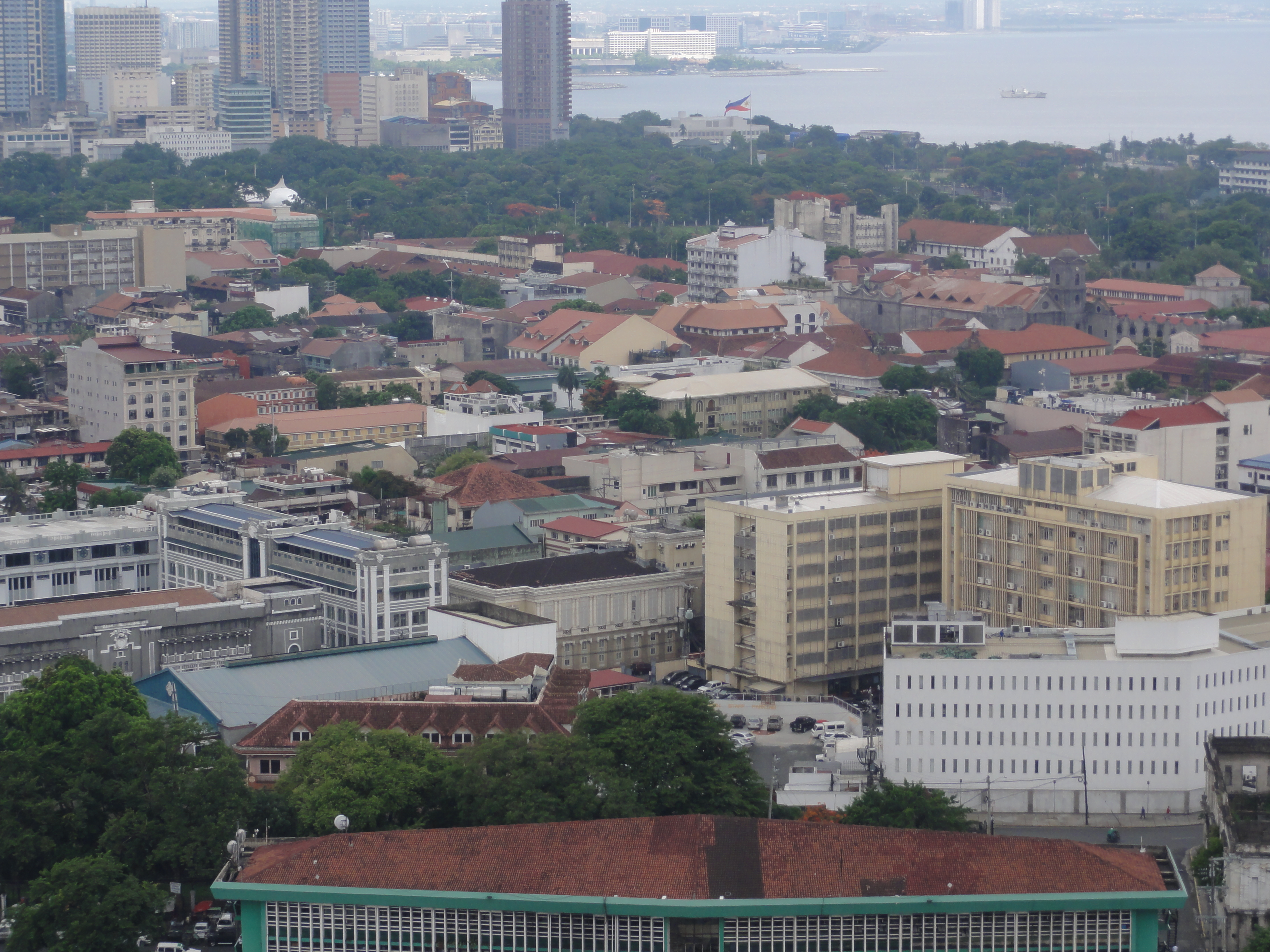
Современные здания также можно увидеть в Интрамуросе (внизу). Район подвергался критике как образец неаутентичного стиля испанского колониального периода.

Администрация Интрамурос (IA) является отделом Департамента туризма, которому поручено упорядоченное восстановление, управление и развитие исторической обнесенной стеной территории Интрамурос, расположенной в пределах современного города Манила, а также обеспечение того, чтобы филиппино-испанская архитектура XVI—XIX веков оставалась в общем архитектурном стиле на обнесенной стеной территории. Её офис расположен в Губернаторском дворце на Пласа-Рома.

### Критика
После Второй мировой войны все здания внутри Интрамуроса были разрушены, и осталась стоять только церковь Сан-Агустин. Интрамурос был перестроен в испанском колониальном стиле. Многие архитекторы, градостроители и профессора критически относятся к тому, как был восстановлен Интрамурос, описывая его как застывший во времени. Другие, однако, сравнивают его с тематическим парком, вдохновленным испанским колониальным периодом.
Здания и сооружения в Интрамуросе подвергались критике за то, что они не были аутентичными по своему стилю, который, как предполагается, был вдохновлен Бахай-на-Бато или преобладающим довоенным архитектурным стилем. В послевоенных строительных конструкциях отсутствовали некоторые элементы дизайна испанского колониального периода. Внутри Интрамуроса также нет зданий испанского колониального периода, которые являются кандидатами на адаптивное повторное использование, поскольку все они были разрушены во время войны. Несмотря на конструктивные недостатки, строительство и реконструкция нескольких зданий были одобрены администрацией Интрамуроса.